# St. Ingbert

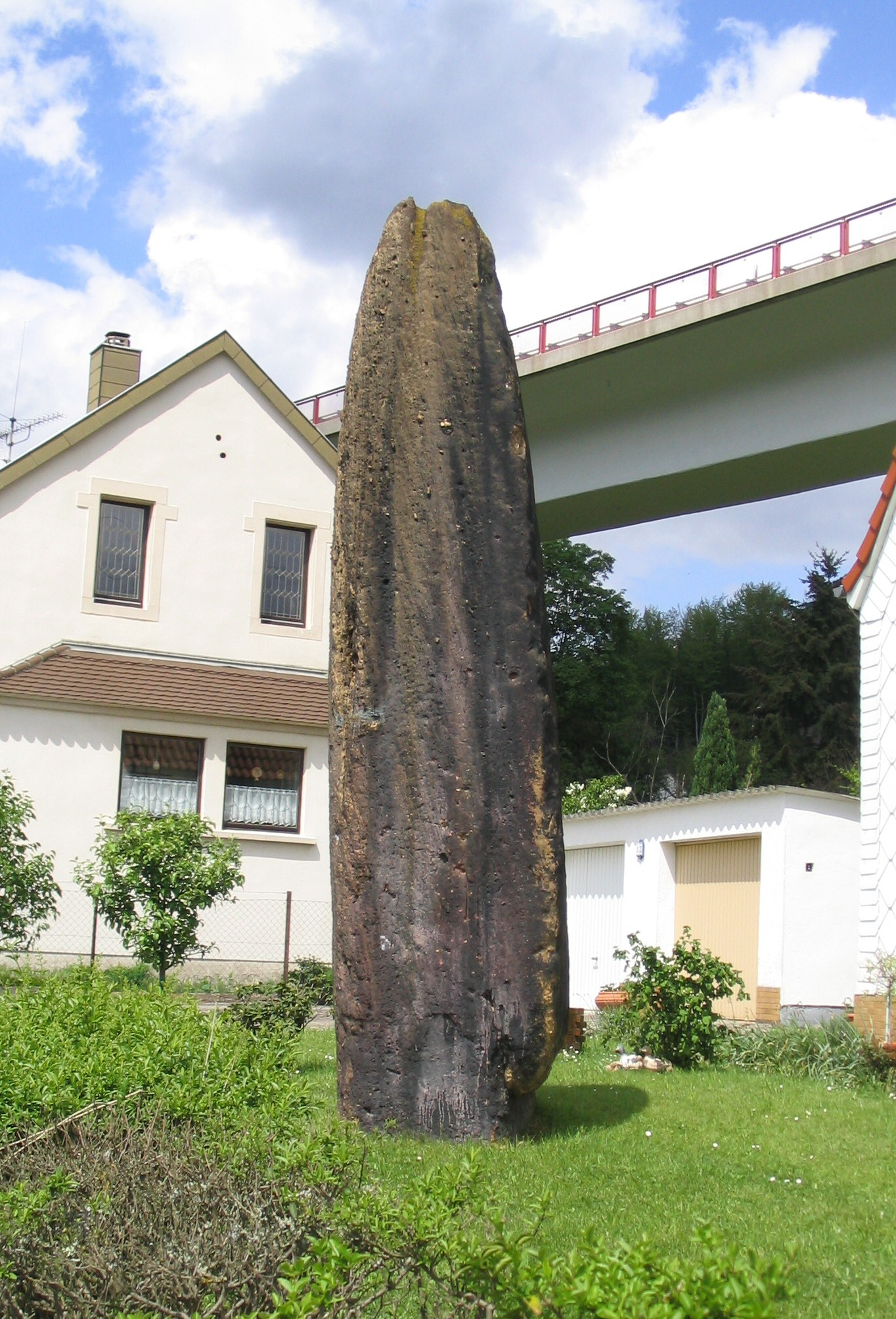
Der Spellenstein, ein Menhir aufgestellt in der Jungsteinzeit um 1800 v. Chr.

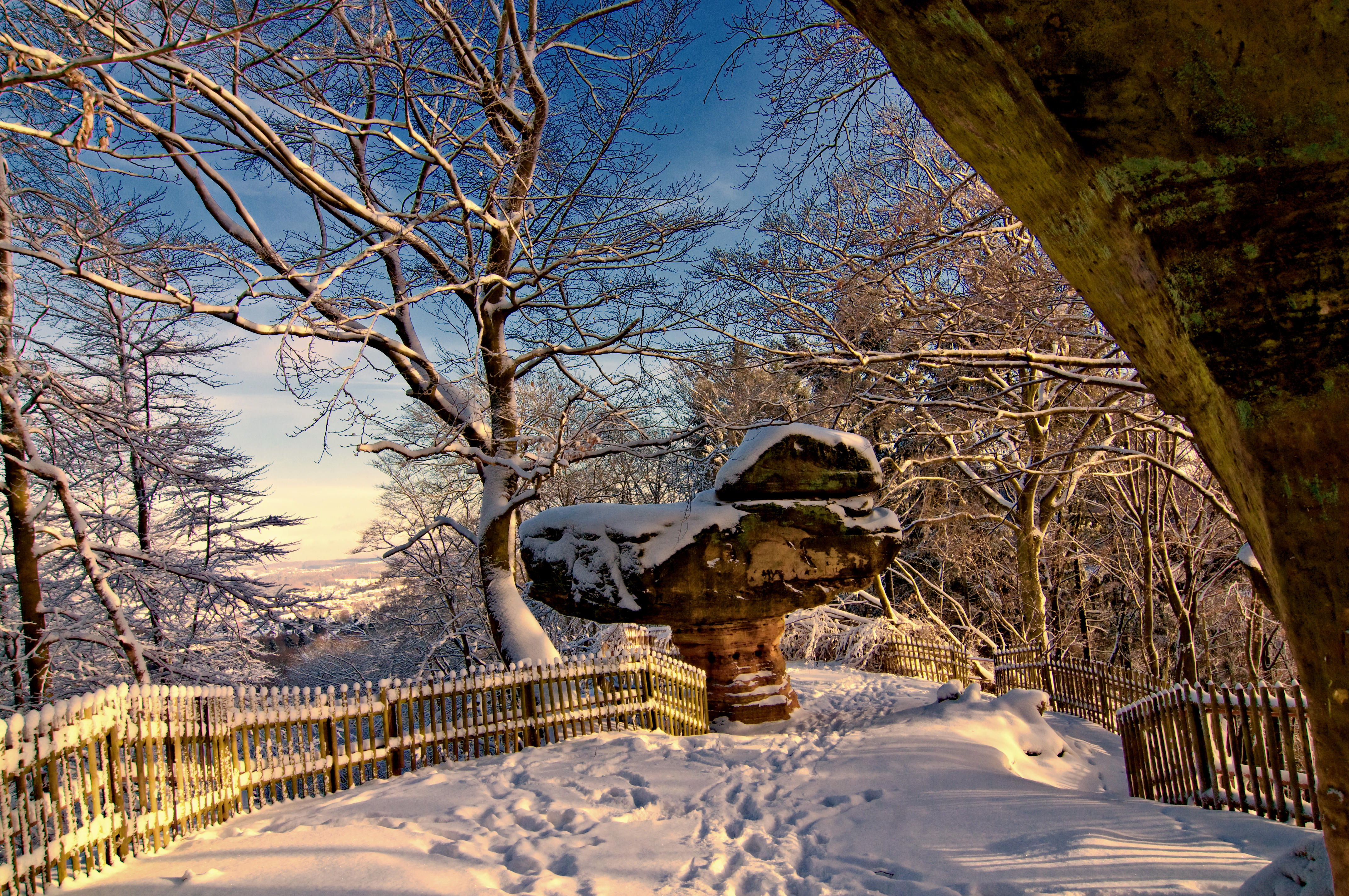
Ein Wahrzeichen der Stadt ist der Stiefel, ein Produkt der Verwitterung des in St. Ingbert aufgeschlossenen Buntsandsteins, ein ca. vor 250 Mio. Jahren entstandenes Sedimentgestein.

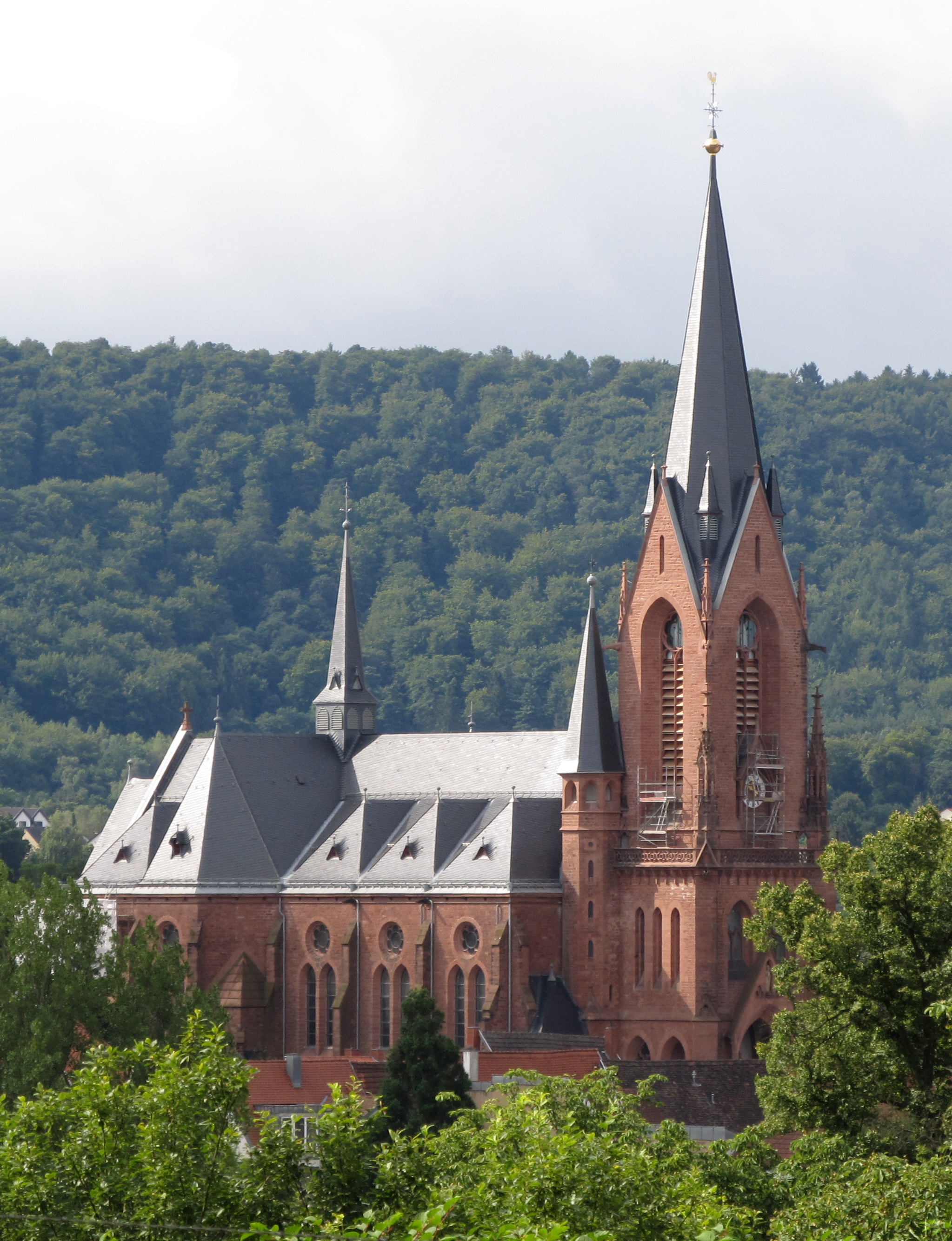
Die neogotische Kirche St. Josef, gebaut 1890–1893

St. Ingbert (ⓘ, im örtlichen Dialekt Dengmert; ⓘ) ist eine Mittelstadt und die fünftgrößte Stadt im Saarland.

## Geographie

### Fläche
Das Stadtgebiet besteht aus den Stadtteilen St. Ingbert-Mitte (mit Sengscheid und Schüren), Rohrbach, Hassel, Oberwürzbach (mit Reichenbrunn und Rittersmühle) und Rentrisch. Die gesamte Stadt umfasst eine Fläche von zirka 50 Quadratkilometern. Auf die Stadtteile – aufgelistet nach der Bevölkerungsgröße – entfallen somit folgende Flächen:
- St. Ingbert-Mitte: 2473 ha
- Rohrbach: 745 ha
- Hassel: 926 ha
- Oberwürzbach: 552 ha
- Rentrisch: 208 ha

Nach der Nutzung gesehen, verteilen sich die 50 km² Gesamtfläche der Stadt folgendermaßen:
- 22 % Gebäude- und Freiflächen
- 8,2 % Verkehrsfläche
- 14,2 % landwirtschaftliche Flächen
- 52,3 % Waldfläche

### Natürliche Grundlagen
St. Ingbert liegt an den westlichen Ausläufern des Pfälzerwaldes. Der größte Teil des Stadtgebietes ist von naturnahem Buchenwald (etwas mehr als die Hälfte der Fläche, siehe Schaubild) und sanften Hügeln geprägt. Die Kernstadt sowie die Stadtteile Rohrbach und Rentrisch werden vom Rohrbach durchflossen, der in die Saar entwässert. Die Bäche, die die Stadtteile Reichenbrunn, Oberwürzbach und Hassel durchfließen, entwässern in die Blies.
Geologisch liegt die Stadt im Bereich der Pfälzer Mulde, die vom Buntsandstein gebildet wird. Die wenig fruchtbaren Böden sind hauptsächlich von Wald bestanden. Als natürliche Vegetation wäre auf den meisten Standorten ein relativ artenarmer, bodensaurer Buchenwald zu erwarten, ein Waldbild, das durch die naturnahe Waldbewirtschaftung der letzten Jahrzehnte auch an vielen Standorten erreicht ist. Nur in den bachbegleitenden Feuchtzonen sollte ein Erlenbruchwald vorkommen, wie er im Bereich des Naturschutzgebietes Im Glashüttental zu sehen ist. Die Naturschutzgebiete im Bereich der Stadt St. Ingbert (Im Glashüttental/Rohrbachtal, Frohnsbachtal-Geißbachtal, Ritterstal) stellen solche Feuchtgebiete unter Schutz. Südlich von St. Ingbert beginnt mit dem Bliesgau das Pfälzisch-Saarländische Muschelkalkgebiet, das durch seine lehm- und tonhaltigen Böden und durch eine überwiegend landwirtschaftliche Nutzung gekennzeichnet ist. Nordwestlich von St. Ingbert fängt mit dem Saarbrücker Sattel das Karbon (Westfalium) an, das von der St. Ingberter Grube genutzt wurde.
Nach der naturräumlichen Gliederung liegt St. Ingbert (Kernstadt und Rohrbach) im Bereich der St. Ingberter Senke, die den westlichen Abschluss der St. Ingbert-Kaiserslauterer Senke bildet. Die Ortschaften Hassel, Oberwürzbach, Reichenbrunn und Sengscheid gehören zum Sankt Ingbert-Kirkeler Waldgebiet. Dieses endet mit dem Höhenzug Kahlenberg – Betzentaler Berg (Rotenkopf) – Stiefel, der gegen die Senke hin steil abbricht.

### Lage

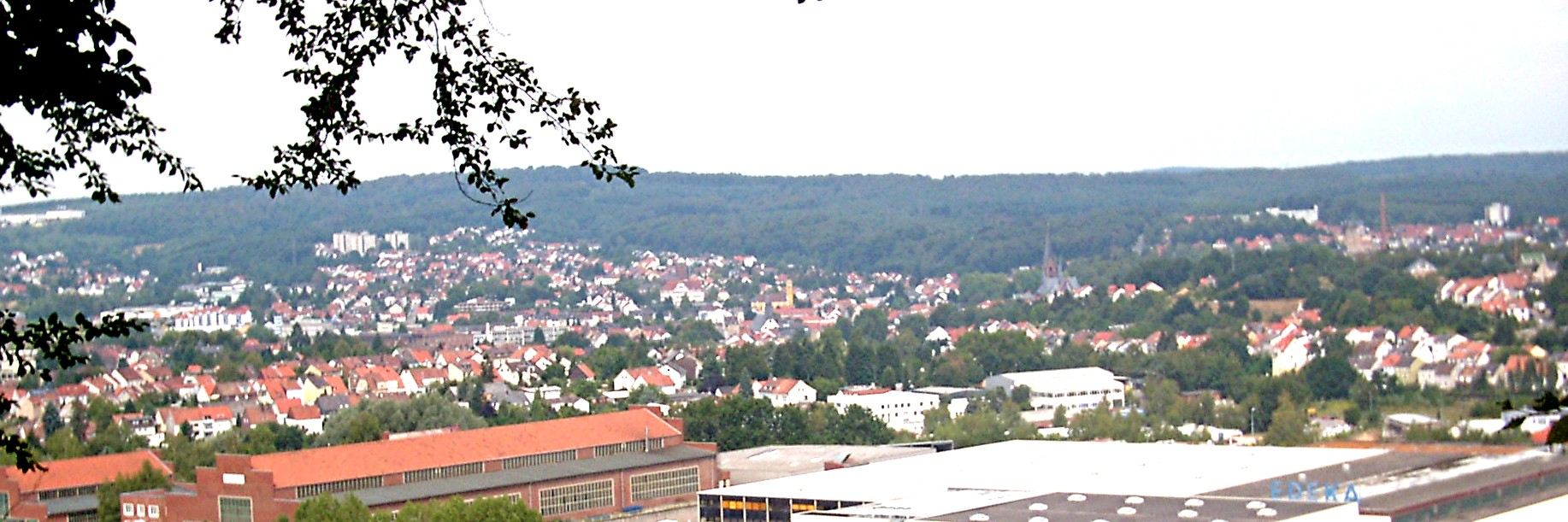
Blick über St. Ingbert

St. Ingbert liegt an der Achse Saarbrücken – Homburg, die für das Saarland von zentraler Bedeutung ist, da sie die meiste Wirtschaftskraft des Landes bündelt. International gesehen liegt St. Ingbert an der Linie, die das Pariser Becken mit dem Rhein-Main-Gebiet um Frankfurt am Main verbindet.
Bemessen nach dem Gradnetz der Erde liegt St. Ingbert (Messpunkt Engelbertskirche in der Stadtmitte) bei 7° 6' 45" östlicher Länge sowie 49° 16' 47" nördlicher Breite.
St. Ingbert hat sieben Nachbarkommunen. Im Uhrzeigersinn sind das Spiesen-Elversberg und Neunkirchen (Saar) (Landkreis Neunkirchen), Kirkel, Blieskastel und Mandelbachtal (Saarpfalz-Kreis), Saarbrücken und Sulzbach/Saar (Regionalverband Saarbrücken).

## Geschichte

### Die Anfänge
Vom ersten nachchristlichen Jahrhundert an sind römische Siedlungen auf dem Stadtgebiet belegt. Die zeitliche Einordnung der archäologischen Funde vom Eichertsfels ist unsicher. Die erste urkundliche Erwähnung des Ortes befindet sich vom 28. Juni 888 in einer Schenkungsurkunde König Arnulfs, damals noch als „Lendelfingen“. Um 580 weilte der heilige Ingobertus auf dem Gebiet des heutigen St. Ingbert.

### Der Ortsname
Der Name der Stadt geht auf den heiligen Ingobertus zurück. Alles, was über ihn bekannt ist, stammt aus der Lebensbeschreibung des Bischofs Magnerich von Trier, die in der 1. Hälfte des 11. Jahrhunderts verfasst wurde. Sie zählt Männer auf, die zu Magnerichs Zeit (Ende 6. Jahrhundert) im „Vosagus“ als Diener Gottes gewirkt hätten: Paulus, Ingobertus, Disibodus, Wandelinus. Die Gesta Treverorum griffen diese Mitteilung auf und erklärten alle zu Einsiedlern. Später machte eine Wendelin-Legende Disibod, Paulus und Johannes zu Wendelins Gefährten. Nach Vermutungen könnte Ingobertus' Wirkungsstätte der Bereich um den Heiligenbrunnen am Alten Friedhof gewesen sein. Materielle Hinterlassenschaften wie zum Beispiel Reliquien oder ein Grab sind nicht vorhanden.
Später benannte man vermutlich eine Kapelle nach dem Heiligen, der erst Jahrhunderte später dem ganzen Ort seinen Namen geliehen hat. Da Ingobertus kein offiziell anerkannter Heiliger der katholischen Kirche ist, wird er bei Kirchweihen und kirchlichen Festen durch den heiligen Engelbertus vertreten.
888 wurde St. Ingbert erstmals als Lendelfingen urkundlich erwähnt – 300 Jahre, bevor der Name St. Ingbert auftauchte. 1174 wurde zum ersten Mal der heutige Ortsname als „St. Ingebrehtum“ wiedergegeben. 6 Jahre später wurde St. Ingbert als „St. Engilbertum“ urkundlich erwähnt. Lendelfingen („Lantolvinga“) war nach der Urkunde von 888 ein Königsgut, im Ortsnamen steckt der Männername Lantolf mit der Erweiterung -ingen. Der ältere Name Lendelfingen wurde neben dem neuen Namen St. Ingbert noch lange Zeit weiter verwendet. Erst mit dem Dreißigjährigen Krieg geriet der Name Lendelfingen in Vergessenheit.

### Politische Zugehörigkeit und Besitzverhältnisse
Im Jahre 960 fiel St. Ingbert zusammen mit dem Bliesgau an das Bistum Metz.
Am 15. Juli 1339 kam St. Ingbert mit Blieskastel zum Erzstift Trier. Kirchlich blieben beide jedoch beim Bistum Metz.
1475 wurde der St. Ingberter Bann (Herrschaftsgebiet) zum ersten Mal bestimmt.
Im Jahr 1487 kam Johann von der Leyen durch Heirat in den Besitz von einigen Rechten bezüglich St. Ingbert.
Während der Pest-Zeit im 16. Jahrhundert gehörte der Ort zu Kurtrier. In den folgenden Jahrzehnten bis 1634 gehörte er als Pfandbesitz zu Nassau-Saarbrücken.
1634 wurde St. Ingbert zusammen mit Blieskastel wieder aus nassau-saarbrückischer Herrschaft durch Kurtrier eingelöst.
1793 kam es zum Ende der Herrschaft der Grafen von der Leyen. Die Gräfin Marianne floh aus Blieskastel. Die Gemeinde erhielt daraufhin die Rechte, die vorher den Grafen gehörten. Am 22. September 1797 wird die Freie Republik St. Ingbert ausgerufen, die einen Bestand von acht Tagen haben sollte. Schließlich wurde St. Ingbert 1798 dem Saardepartement zugeteilt.
Zwischen 1814 und 1816 kam St. Ingbert zusammen mit Blieskastel unter bayerisch-österreichische Verwaltung. 1816 wurde St. Ingbert dem bayerischen Rheinkreis zugeschlagen und gehörte damit zum Königreich Bayern. Ab 1902 war St. Ingbert Sitz des Bezirksamt St. Ingbert.
Durch den Versailler Vertrag 1919 wurden St. Ingbert sowie Homburg von der Pfalz an das neu geschaffene Saargebiet abgetreten. Dieses stand unter der Verwaltung des Völkerbundes, war jedoch wirtschaftlich an Frankreich angeschlossen.
Bei der Saarabstimmung vom 13. Januar 1935 stand die Beibehaltung des Status quo (Völkerbundsmandat), die Eingliederung des Saarlandes nach Frankreich oder Deutschland zur Wahl. 91,4 % der St. Ingberter waren für eine Rückgliederung ins Deutsche Reich.
Nach dem Zweiten Weltkrieg wurde das Saarland politisch teilautonom. Erst nach einer erneuten Volksabstimmung 1955 erfolgte 1957 die Eingliederung in die Bundesrepublik Deutschland.

### Wirtschaftliche Entwicklung
1662 wurden die Kohlegruben wieder in Betrieb genommen, die während des Dreißigjährigen Krieges zerfallen waren. Außerdem wurde in den folgenden Jahrzehnten Eisenerze aus St. Ingbert verhüttet und Holz aus dem St. Ingberter Wald vermarktet.
Im 18. Jahrhundert begann in St. Ingbert langsam die industrielle Entwicklung. So kam es im Jahr 1700 zu ersten Überlegungen bezüglich des Baus eines Alaunwerkes und einer Vitriolfabrik. Außerdem wurde in den nächsten Jahren Eisenerze und der Wald über die Grenzen des Ortes vermarktet, bis zum Niederrhein und nach Holland. Es entstand 1725 eine Mühle. 1732 wurde ein Pachtvertrag zwischen dem Consortium Lehnen-Gottbill-Loth und Graf Caspar von der Leyen bezüglich der Errichtung eines Eisenwerkes abgeschlossen. Im Frühsommer 1733 war es schließlich so weit, und eine Hütte mit Schmelze und Hammerwerk konnte ihren Betrieb aufnehmen.
In den 70er-Jahren des 18. Jahrhunderts wurde die Kohleförderung nach und nach erschlossen. Außerdem gab es in diesem Zeitraum die erste amtliche Untersuchung über den Bergbau in St. Ingbert. Man rang mit der Idee, die vielen Privatgruben zu verstaatlichen. Dies sollte 1777 Realität werden, als Gräfin Marianne von der Leyen dem Unternehmer Johann Wolfgang Falck den St. Ingberter Bergbau übergab und alle St. Ingberter Gruben entschädigungslos eingezogen wurden. Die Kohle wurde mit Schiffen bis nach Koblenz und Mainz transportiert.
Im gleichen Jahr wurde durch die Eröffnung einer Rußhütte auch Koks hergestellt. Zwei Jahre später wurde der Versuch unternommen, die „Praschenfeuerung“ wieder einzuführen, die schon 1773 versucht worden war. Im gleichen Jahr zeichnete sich auch der Ruin des Eisenwerkes ab, das jedoch von der gräflichen Rentkammer (Finanzverwaltung) selber übernommen wurde.
1784 wurde in St. Ingbert die Mariannentaler Glashütte durch Marianne von der Leyen gegründet. Diese Glashütte erhielt das Recht, eigene Kohlegruben zu betreiben. 1786 wurde per Vertrag die Gründung einer neuen Alaunhütte beschlossen.
Am 12. März 1788 erließ Gräfin Marianne von der Leyen einen Erlass, wonach auch die Verwendung der Steinkohle in den Wohnhäusern möglich wurde. Hintergrund der Entscheidung war die Abnahme des St. Ingberter Holzes. Im gleichen Jahr noch übernimmt der Protestant Philipp H. Krämer Teile des Hüttenwerks sowie die Gesamtleitung der Schmelze. Zu dieser Zeit gab es 18 Schmelzarbeiter und 13 Erzgräber und Kohlebrenner.
1804 kaufte die Witwe von Philipp Heinrich Krämer, Sofie Krämer, das Eisenwerk.
1846 wurde die Maschinenfabrik Otto Kaiser in St. Ingbert gegründet. In ihr wurden Maschinen und Eisenkonstruktionen aller Art produziert, vor allem aber war sie für ihren Kranbau bekannt, welcher 1994 eingestellt wurde.
In den 1950er-Jahren kam der Steinkohleabbau in St. Ingbert langsam zum Erliegen. Die Grube wurde geschlossen. In den 1970er-Jahren wurde auch die Glashütte stillgelegt. Das machte in St. Ingbert einen starken Strukturwandel hin zum Dienstleistungssektor erforderlich.

### Kriegsereignisse und andere Katastrophen
In der Mitte des 16. Jahrhunderts (1553) wütete auch in St. Ingbert die Pest. In den Jahren von 1573 und 74 wurde die Gegend nochmals von der Pest heimgesucht. 1637 wurde St. Ingbert – bis vermutlich auf die Kirche – durch einen Brand vollständig zerstört.
Während des Ersten Weltkrieges wurde St. Ingbert 1915 mehrmals von feindlichen Flugzeugen angegriffen. Einige Einwohner kamen dabei ums Leben. Das 1932 errichtete Denkmal nennt die Namen von 547 Sankt Ingbertern, die im Ersten Weltkrieg starben.
1940 fand der erste britische Luftangriff auf St. Ingbert statt. Schon 1941 gab es den 100. Fliegeralarm. Ein Jahr später wurden die Glocken der Kirchen zu Kriegszwecken abgenommen. Am 11. Mai, 29. Juni, 16. Juli und 18. September 1944 erfolgten Bombenangriffe auf die Stadt, bei denen 21 Menschen ihr Leben verloren und 35 Wohnungen zerstört wurden. Zwischen dem 8. und dem 17. Dezember 1944 lag die Stadt unter amerikanischem Artilleriefeuer.
Am 1. und 14. Januar sowie am 13. und 15. Februar 1945 gab es weitere Bombenangriffe auf die Stadt. Vom 5. bis 7. März kam es zu Artilleriebeschuss.
Am 20. März 1945 marschierten Truppen der 3. US-Armee von Ensheim her ein, fünf Tage später wurden die Amerikaner von den Franzosen abgelöst, die auch die Verwaltung über St. Ingbert übernahmen. Im Zweiten Weltkrieg fielen 1052 Einwohner von St. Ingbert.
Am 17. Juli 2007 brannten der Turmhelm und das Dach des Kirchenschiffs der Kirche St. Josef ab. Der Wiederaufbau dauerte bis ins Jahr 2011.

### Entwicklung der Einwohnerzahl
Ab dem Jahr 1329 wurden die ersten Einwohner namentlich genannt. Zwei Jahre später erschien das erste richtige Einwohnerverzeichnis, das 25 Haushalte umfasste.
Gegen Ende des 17. Jahrhunderts (1698) zählte St. Ingbert 21 Haushalte mit 88 Einwohnern, gegen Ende des 19. Jahrhunderts zählte die Stadt etwa 10.000 Einwohner.
Bis zum Jahr 1923 wuchs die Bevölkerung aufgrund der boomenden Kohleförderung, Eisenverarbeitung und Glasindustrie stark an. In 1939 stieg die Einwohnerzahl durch Rückwanderer auf 28.000. Infolge der Kriegsereignisse des Zweiten Weltkrieges lebten zeitweise bis zu 40.000 Menschen in der Stadt.
Seit wenigen Jahren verzeichnet St. Ingbert eine rückläufige Bevölkerungsentwicklung, die Einwohnerzahl sank von 41.000 auf rund 37.000. Der Status einer Mittelstadt ist dadurch noch nicht gefährdet, nachdem der Landtag des Saarlandes die diesbezügliche Grenze schon vor Jahren von 40.000 auf 30.000 Einwohner herabgesetzt hatte.
| St. Ingbert: Einwohnerzahlen von 1970 bis 2024                   | St. Ingbert: Einwohnerzahlen von 1970 bis 2024 | St. Ingbert: Einwohnerzahlen von 1970 bis 2024 | St. Ingbert: Einwohnerzahlen von 1970 bis 2024 | St. Ingbert: Einwohnerzahlen von 1970 bis 2024 |
| ---------------------------------------------------------------- | ---------------------------------------------- | ---------------------------------------------- | ---------------------------------------------- | ---------------------------------------------- |
| Jahr                                                             |                                                |                                                |                                                | Einwohner                                      |
| 1970                                                             | 1970                                           |                                                | 29.295                                         | 29.295                                         |
| 1980                                                             | 1980                                           |                                                | 41.844                                         | 41.844                                         |
| 1990                                                             | 1990                                           |                                                | 40.931                                         | 40.931                                         |
| 2000                                                             | 2000                                           |                                                | 39.971                                         | 39.971                                         |
| 2010                                                             | 2010                                           |                                                | 37.195                                         | 37.195                                         |
| 2020                                                             | 2020                                           |                                                | 35.213                                         | 35.213                                         |
| 2024                                                             | 2024                                           |                                                | 35.453                                         | 35.453                                         |
| Quelle(n): Fortschreibung des Statistischen Amtes des Saarlandes |                                                |                                                |                                                |                                                |

### Kulturelle und sonstige Ereignisse

#### Vorbayerische Zeit
Während der Zeit um 1561 gab es immer wieder Streitigkeiten über das Geleitrecht und um den St. Ingberter Wald – oftmals zwischen den Kurfürsten von Trier, den Herzögen von Pfalz-Zweibrücken und Nassau-Saarbrücken.
Um das Jahr 1564 wurden die Grenzen des Bannes St. Ingbert detailliert festgelegt. Mit einer Karte beschrieb Tilemann Stella die Grenzen – gerade im Hinblick auf die Nachbardörfer Hassel und Rohrbach.
Zu Beginn des 17. Jahrhunderts kam es gehäuft zu Weidestreitigkeiten zwischen St. Ingbert und Rohrbach.
In den 1730er-, 1740er- und 1750er-Jahren gab es Waldprozesse in St. Ingbert zwischen dem gräflichen Fiskus und der Gemeinde St. Ingbert. In der ersten Instanz verlor die Gemeinde die vermeintlichen Nutzungsrechte. Auch in der zweiten Instanz wurde dieses Urteil bestätigt. Um am Reichskammergericht Wetzlar durchzukommen, ließ die Gemeinde Urkunden fälschen. Im Juli 1775 griffen die Kurfürsten von Trier in den Prozess ein und schlugen sich auf die Seite der Gemeinde. Nach einem Gutachten eines kurtrierischen Oberförsters endete der Waldprozess mit einem Vergleich. Die Folge war ein Interventionsschritt Kurtriers im Prozess zugunsten der Landesherrschaft.
1739 wurde eine kaiserliche Poststation in St. Ingbert errichtet.
1755 wurde die katholische St. Engelbertskirche vollendet. Damit bekam der mittlerweile 400 Einwohner starke Ort eine eigene Kirche. Vorher fanden die Messen nur in einer Kapelle statt. Ursprünglich sollte die Kirche Ingobertuskirche heißen. Weil aber damals schon die Existenz Ingobertus' nicht als gesichert angesehen werden konnte, einigte man sich auf den Kompromiss Engelbert.
Mit der industriellen Entwicklung kam es 1773 schließlich zur Einstellung der ersten fremden Bergleute. 1785 wanderten die ersten protestantischen Bergleute ins rein katholische St. Ingbert ein. Dem wurde mit dem Bau der Martin-Luther-Kirche 1858/59 Rechnung getragen.
Am 18. September 1789 gab es Aufstände einiger Gemeinden im Herrschaftsgebiet der Grafen von der Leyen. Am 9. Oktober wurden die Schmelz, die Kohlegruben und der Wald durch Bürger besetzt. Die Folge war die Neuwahl revolutionärer Gemeindevorsteher. Vom 6. Dezember 1789 bis zum Januar des Folgejahres wurde die Reichsexekution über den Ort verhängt. Infolgedessen wurde St. Ingbert durch kurpfälzische und kurmainzische Truppen besetzt.
1792 wurde nach heftigen Tumulten ein Freiheitsbaum vor das Portal der Engelsbertskirche gesetzt.
1793 kam es zum Ende der Herrschaft der Grafen von der Leyen. Die Gräfin Marianne floh aus Blieskastel. Die Gemeinde erhielt daraufhin die Rechte, die vorher den Grafen gehörten. Zwischen 1793 und 1795 waren die Kohlegruben abwechselnd in französischer und deutscher Hand.

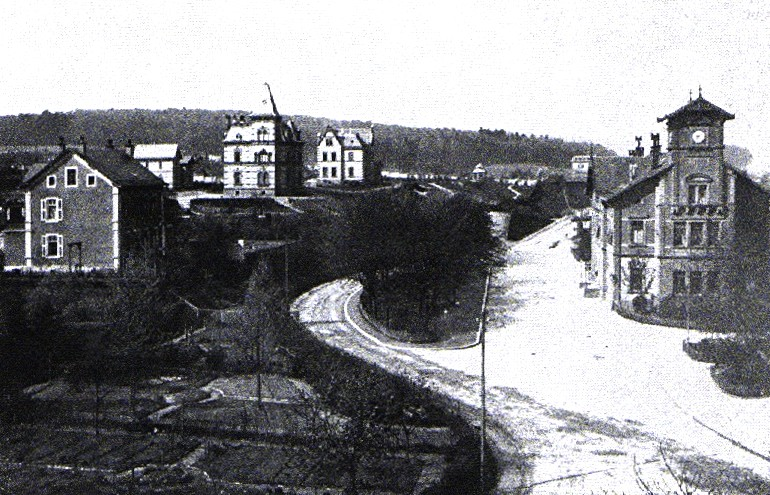
Jugendherberge (l. mit Turm) und der neue Bahnhof St. Ingbert (1898)

1801 wurde St. Ingbert wegen des Konkordates zwischen Papst Pius VII. und Napoleon vom Bistum Metz getrennt und dem Bistum Trier zugeschlagen, bei dem es bis 1821 blieb. Zwischen 1806 und 1813 durchquerte Napoleon mit seinen Truppen den Ort sieben Mal.

#### Bayerische Zeit (1816–1919)
Zwischen 1814 und 1816 kam St. Ingbert zusammen mit Blieskastel unter bayerisch-österreichische Verwaltung. Ab 1816 wurde St. Ingbert dem Königreich Bayern zugeschlagen. Ebenso ging das Bergwerk in bayerischen Staatsbesitz über.
1821 wurde die Pfarrei St. Ingbert infolge der bayerischen Herrschaft dem Bistum Speyer zugeschlagen, dem es bis heute angehört.

Kapelle am Alten Friedhof 1851 vor dem Umbau

Im Jahre 1829 bekam die Gemeinde St. Ingbert die Stadtrechte verliehen, was jedoch keine größeren Neuerungen mit sich brachte, da der Ort schon vorher Marktrechte hatte. Von 1816 bis zum Beginn des 20. Jahrhunderts stand St. Ingbert unter der Verwaltung des Königreiches Bayern. Zeugnisse davon sind alte Grenzsteine, das Wappen von St. Ingbert (mit bayerischem Blau-Silber), sowie die Zugehörigkeit zum Bistum Speyer, das wiederum Suffraganbistum des Erzbistums Bamberg in Bayern ist.
1838 wurde in St. Ingbert die erste Straßenbeleuchtung eingeführt, damals noch mithilfe von Petroleum. 1849 wurde der Ort Rohrbach von St. Ingbert abgetrennt und wurde eine eigene Bürgermeisterei. Später, 1852, wurde auch Oberwürzbach abgetrennt und der Bürgermeisterei Ommersheim angegliedert.
Wegen des Bergbaus und der damit verbundenen Einwanderung vieler Protestanten in das katholische St. Ingbert war der Bau einer protestantischen Kirche notwendig geworden.
1864 wurde die Freiwillige Feuerwehr St. Ingbert gegründet, ein Jahr später die erste Ortszeitung, 1888 gründet Friedrich Dasbach die zentrumsnahe Westpfälzische Zeitung.
Mit der Errichtung eines Gaswerkes wurde die Gasbeleuchtung 1866 eingeführt.

Blick über St. Ingbert um 1888

Am 1. Juni 1867 wurde die Stadt ans Eisenbahnnetz über die Strecke Hassel – Schwarzenacker – bis nach Homburg und weiter nach Ludwigshafen am Rhein angeschlossen. Drei Jahre später wurde dann die Bahnlinie in Richtung Saarbrücken fertiggestellt. Der Zugverkehr von Homburg nach Saarbrücken lief weiter über Neunkirchen (Saar).
Nachdem die Kirche St. Engelbert zu klein geworden war, legte man 1890 den Grundstein für die Kirche St. Josef, die drei Jahre später eingeweiht werden sollte. 1899 erhielt die Josefskirche ihr erstes Geläut mit vier Glocken, die 1942 kriegsbedingt abgeliefert werden mussten und eingeschmolzen wurden.

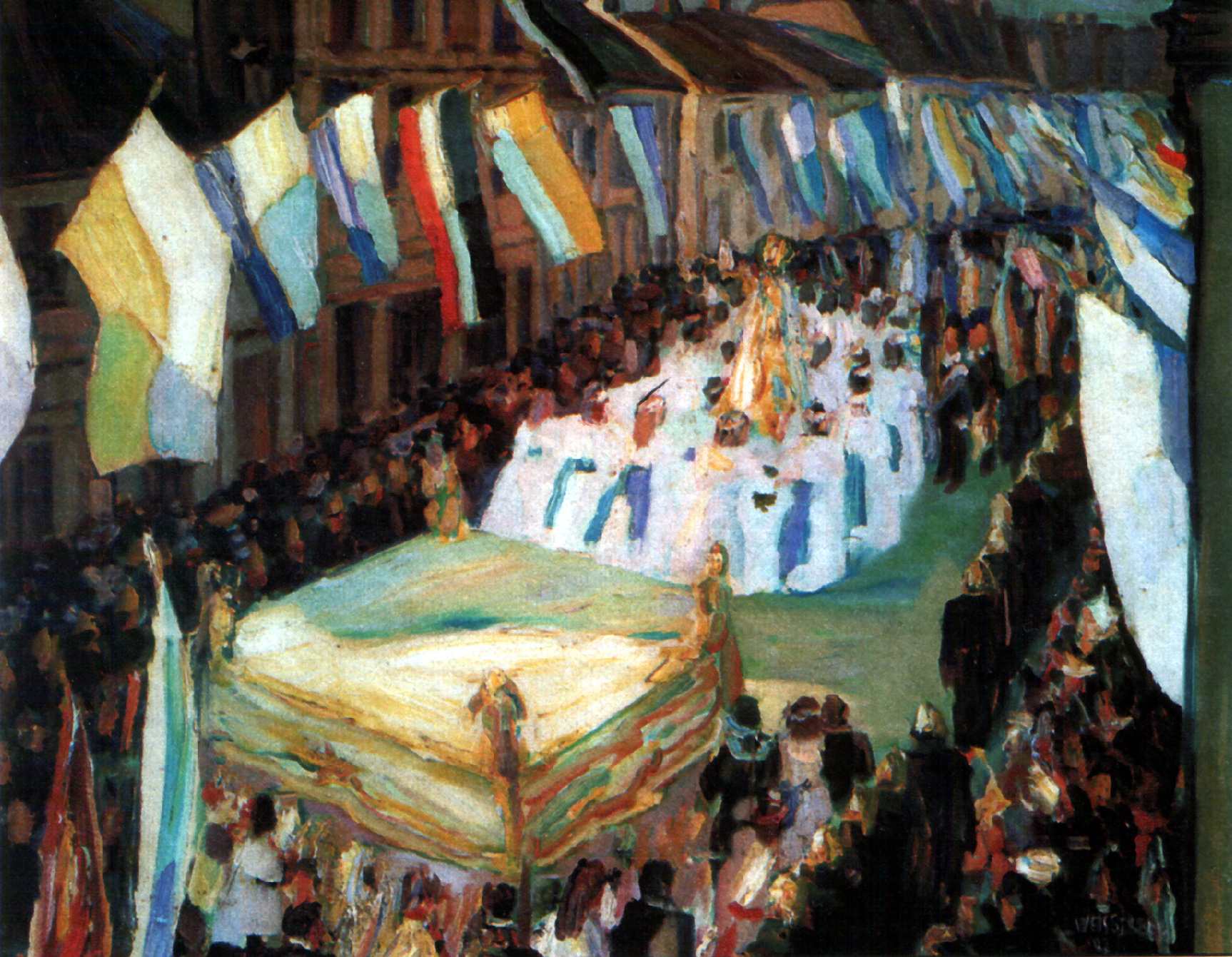
Prozession in St. Ingbert, Albert Weisgerber, 1907

Am 1. Januar 1904 wurde die neue Verbindungsbahn von St. Ingbert über Rohrbach nach Hassel fertig gestellt. Die direkte Verbindung zwischen St. Ingbert und Hassel legte man still, weil der Hasseler Tunnel einsturzgefährdet war. Zum gleichen Termin ging die direkte Strecke von Rohrbach über Kirkel und Limbach nach Homburg in Betrieb.

#### Nach dem Ersten Weltkrieg
1922 wurde in Teilen St. Ingberts die erste elektrische Straßenbeleuchtung eingeführt, die Gaslaternen blieben in anderen Stadtgebieten bis in die 1950er-Jahre in Betrieb.
Während des Völkerbund-Mandats über das Saargebiet (1920–1935) wurde an Ostern 1923 in St. Ingbert eine Domanialschule eingerichtet.
1936 wurde Sengscheid von Ensheim abgetrennt und St. Ingbert zugeschlagen.
In St. Ingbert kam es am 9. November 1938 (die Reichskristallnacht), zu keinerlei Ausschreitungen gegen Juden. Auch die Synagoge, die sich seit Oktober 1936 im Besitz der Stadt St. Ingbert befand, blieb unversehrt. In der NS-Zeit wurde der Friedhof der jüdischen Gemeinde geschändet, die Grabsteine abgeräumt und in einem benachbarten Steinbruch gelagert. Nach 1945 wurden sie wieder aufgestellt.

#### Seit dem Zweiten Weltkrieg
1953 stiftete die Stadt St. Ingbert Ersatz für die im Krieg verloren gegangenen Glocken; von diesen insgesamt 21 Glocken erhielt die Josefskirche fünf (St. Theodor, St. Carolus, St. Maria, St. Josef, Schutzengel). Diese fielen dem Brand im Juli 2007 zum Opfer und konnten im Jahr 2011 ersetzt werden. Zusätzlich zu den fünfen kamen noch durch Spender zwei weitere (St. Florian, St. Ingobertus) hinzu.

Wappen des ehem. Kreises St. Ingbert

Am 1. Januar 1974 wurde der Landkreis Sankt Ingbert mit dem Landkreis Homburg zum Saar-Pfalz-Kreis zusammengelegt. Homburg wurde zur Kreisstadt dieses neuen Landkreises bestimmt. Als Ausgleich wurde der Stadt am 1. April 1974 der Status einer Mittelstadt zuerkannt, der St. Ingbert mehr Rechte als einer gewöhnlichen Stadt zugestand. Obwohl St. Ingbert im Saarpfalz-Kreis (seit dem 10. Juli 1989 leicht geänderte Schreibweise des Kreisnamens) gelegen ist, wird die Gemeindeaufsicht nicht durch den Kreis, sondern direkt durch das saarländische Ministerium des Innern durchgeführt. Diese Sonderstellung wird auch dadurch deutlich, dass St. Ingbert einen eigenen Kfz-Zulassungsbezirk hat, dem das Unterscheidungszeichen IGB zugewiesen wurde.
Am 1. Dezember 2000 wurde die Schreibweise Sankt Ingbert offiziell in St. Ingbert geändert.
Seit dem 1. Januar 2008 ist St. Ingbert Sitz des neugeschaffenen und saarlandweit zuständigen Landesverwaltungsamtes (unter anderem Zentrale Ausländerbehörde, Zentrale Bußgeldstelle, Gemeindeaufsicht). Im Januar 2009 nahm an der ehemaligen Mühlwaldschule das neue Landesinstitut für präventives Handeln (LPH) seine Arbeit auf.

### Verschwundene Industrie- und Wirtschaftszweige
Verschiedene Industrie- und Wirtschaftszweige, die das Leben in St. Ingbert geprägt haben, sind im 20. Jahrhundert vollständig verschwunden.
Von dem ehemaligen Schwerpunkt der gesamten südwestdeutschen Glasindustrie sind außer einigen Namen noch einige charakteristische Straßenzüge übriggeblieben. Auf dem Gelände der ehemaligen Vereinigten Vopelius’schen und Wentzel’schen Glashütten in der Nähe der Autobahn befindet sich heute ein Baumarkt, dessen Bauhülle in der Form an die alte Glashütte erinnert.

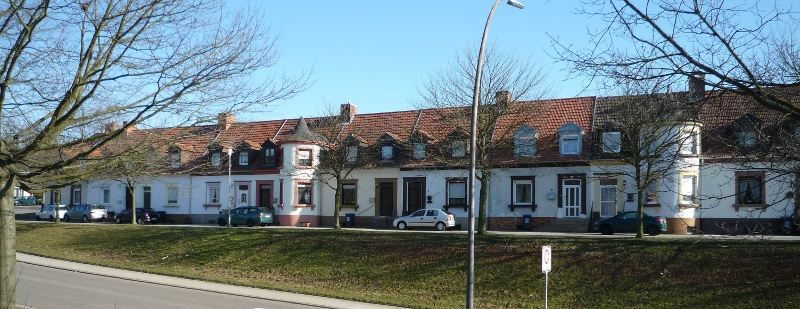
Siedlungshäuser der Glashütte in St. Ingbert, genannt „Kolonie“

An die ehemalige Brauerei Becker erinnert heute noch der „Beckerturm“, der zusammen mit der Kirche St. Josef das Stadtbild oberhalb der Kaiserstraße bestimmt.
An die ehemals größte bayerische Kohlengrube im Nordteil der Stadt, die Kohlengrube St. Ingbert, erinnert heute noch der als Besucherbergwerk zugängliche Rischbachstollen.

## Politik

### Stadtrat
Entsprechend dem in nebenstehenden Diagramm dargestellten Wahlergebnis der Stadtratswahl am 9. Juni 2024 verteilen sich die 45 Sitze wie folgt auf die einzelnen Parteien und Wählervereinigungen:
| CDU                               | 14 Sitze |
| SPD                               | 10 Sitze |
| AfD                               | 6 Sitze  |
| GRÜNE                             | 3 Sitze  |
| Familienpartei                    | 3 Sitze  |
| FDP                               | 1 Sitz   |
| Die Linke                         | 1 Sitz   |
| Freie Wähler St. Ingbert (FW)     | 5 Sitze  |
| Die Unabhängigen St. Ingbert (DU) | 2 Sitze  |

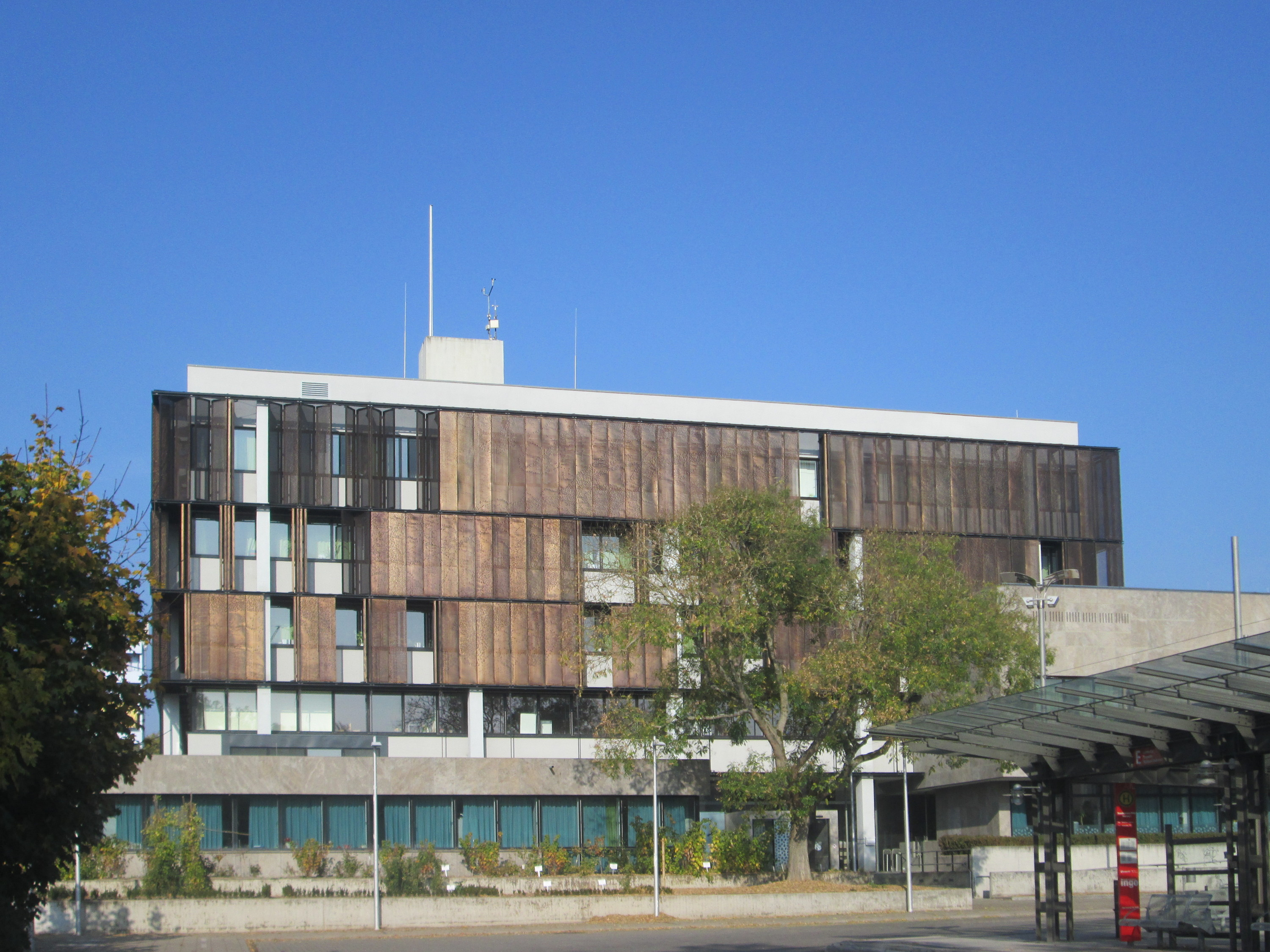
Rathaus St. Ingbert

Bei den vergangenen Stadtratswahlen in St. Ingbert wurden folgende Ergebnisse erreicht:
| Partei / Wahlvorschlag            | Wahl 2019 | Wahl 2019 | Wahl 2014 | Wahl 2014 | Wahl 2009 | Wahl 2009 | Wahl 2004 | Wahl 2004 |
| Partei / Wahlvorschlag            | Anteil    | Sitze     | Anteil    | Sitze     | Anteil    | Sitze     | Anteil    | Sitze     |
| --------------------------------- | --------- | --------- | --------- | --------- | --------- | --------- | --------- | --------- |
| CDU                               | 35,3 %    | 17        | 36,7 %    | 17        | 35,3 %    | 17        | 45,1 %    | 21        |
| SPD                               | 20,9 %    | 10        | 26,8 %    | 13        | 22,2 %    | 10        | 27,1 %    | 13        |
| Grüne                             | 12,1 %    | 5         | 6,6 %     | 3         | 7,5 %     | 3         | 7,6 %     | 3         |
| FDP                               | 3,6 %     | 1         | 3,2 %     | 1         | 7,4 %     | 3         | 4,9 %     | 0         |
| Die Linke                         | 4,4 %     | 2         | 5,6 %     | 2         | 9,3 %     | 4         | –         | –         |
| Familienpartei                    | 6,2 %     | 3         | 12,5 %    | 6         | 13,3 %    | 6         | 9,5 %     | 5         |
| AfD                               | 7,8 %     | 3         | –         | –         | –         | –         | –         | –         |
| „Wir für St. Ingbert“ e. V. (WfS) | 2,8 %     | 1         | 5,2 %     | 2         | –         | –         | –         | –         |
| Die Unabhängigen (UCD)            | 2,9 %     | 1         | 3,5 %     | 1 (b)     | –         | –         | –         | –         |
| FW St. Ingbert                    | 4,2 %     | 2         | –         | –         | 5,1 %     | 2         | –         | –/3 (a)   |
| Wahlbeteiligung                   | 66,8 %    | 66,8 %    | 51,9 %    | 51,9 %    | 54,8 %    | 54,8 %    | 49,5 %    | 49,5 %    |

#### Ausschüsse
Der Stadtrat hat 45 Sitze und tagt etwa sechs Mal im Jahr.
Vorberaten werden die Themen in den fünf vorhandenen Stadtratsausschüssen:
- Kultur-, Bildungs-, Sozial- und Tourismusausschuss (13 Mitglieder)
- Stadtentwicklungs-, Biosphären-, Umwelt- und Demografieausschuss (13 Mitglieder)
- Bau- und Werksausschuss (13 Mitglieder)
- Haupt-, Personal- und Finanzausschuss (13 Mitglieder)
- Rechnungsprüfungsausschuss (6 Mitglieder)

#### Ortsrat St. Ingbert-Mitte
Der Ortsrat St. Ingbert-Mitte hat 15 Sitze. Bei der Kommunalwahl 2024 ergab sich folgende Sitzverteilung: CDU 6, SPD 3, AfD 2, UCD 1, Grüne 1, FAMILIE 1, FW 1.

### Stadtoberhäupter
Bis zur Gebiets- und Verwaltungsreform im Saarland 1974 standen der damaligen Stadt St. Ingbert ehrenamtliche Bürgermeister vor. Ab 1974 wurden in der neuen Stadt St. Ingbert hauptamtliche Oberbürgermeister gewählt. Bis 2014 wurden auch die Ersten Beigeordneten, die den Titel „Bürgermeister“ tragen, hauptamtlich bestellt. Seither agieren diese ehrenamtlich.

#### Bürgermeister der Stadt St. Ingbert 1930–1973
- Norbert Schier (1930–1945)
- Gelzleicher (1946)
- Karl Forster, CVP (1946–1948)
- Georg Bleif, CVP (1948–1956)[21]
- Anton Saur, CVP (1956–1960)
- Bernhard Kokott, CDU (1961–1971)
- Werner Hellenthal, CDU (1971–1973)

#### Bürgermeister der Mittelstadt St. Ingbert ab 1974
- 2004–2014: Rainer Hoffmann (CDU)
- 2014–2018: Pascal Rambaud (CDU)
- 2018–2019: Nadine Müller (CDU)
- 2019–2020: Markus Schmitt (GRÜNE)
- seit Dezember 2020: Nadine Backes (geb. Müller) (CDU)

#### Oberbürgermeister der Mittelstadt St. Ingbert
- 1974–1984: Werner Hellenthal (CDU)
- 1984–2004: Winfried Brandenburg (SPD)
- 2004–2012: Georg Jung (CDU)
- 2012–2019: Hans Wagner (parteilos, bis September 2015 Familienpartei, angetreten und gewählt als unabhängiger Kandidat)
- seit Oktober 2019: Ulli Meyer (CDU)

Bei der Stichwahl um das Amt des Oberbürgermeisters am 9. Juni 2019 konnte sich Herausforderer Ulli Meyer (CDU) mit 55,27 % der abgegebenen Stimmen gegen Amtsinhaber Hans Wagner (Einzelbewerber) durchsetzen.

### Wappen

Stadtwappen von St. Ingbert

Das Wappen der Mittelstadt St. Ingbert wurde durch den Innenminister des Saarlandes am 12. Mai 1976 verliehen. Da nach der kommunalen Neugliederung die Stadt St. Ingbert aufgelöst worden war und zusammen mit weiteren vier Gemeinden zur Mittelstadt St. Ingbert fusioniert wurde, war auch das Recht auf das bisher verwendete alte Wappen erloschen. Man verlieh der Mittelstadt jedoch das ältere Wappen wieder – mit ein paar kleinen heraldischen Änderungen. So fehlt die Mauerkrone.
Das bis 1947 gültige Wappen wurde auf Beschluss des Stadtrats am 7. Juli 1886 erstmals geführt. Vorausgegangen war die Genehmigung von König Ludwig II. von Bayern. Das Bayerische Staatsministerium des Innern formulierte die Beschreibung des Wappens so:
„Drei schräg geteilte Felder. Im mittleren Teil die Bayerischen Rauten (silber und blau) mit schreitendem Löwen in Gold. Im schwarzen Feld, links oben, ein silbernes Kammrad mit zwei gekreuzten silbernen Hämmern. Im roten Feld, rechts unten, wachsend ein schwarz gekleideter Bergmann, den Schachthut mit Nackenleder und silbernen Schlägel.“

Wappen von St. Ingbert-Mitte

Im Jahre 1947 wurde das Wappen von der französischen Militärbehörde außer Kraft gesetzt und gegen ein neues ersetzt. Da das alte Wappen formal nie abgeschafft worden war, führte St. Ingbert nach 1947 zwei Wappen. Das neue Wappen bildet seit 1974 das Wappen für den Stadtteil St. Ingbert-Mitte.
Die offizielle Beschreibung des Wappens lautet:
„Schild in Schwarz und Rot, durch ein durchgehendes goldenes Kreuz geviertelt. Im rechten oberen Feld zwei schräggekreuzte silberne Schlägel. Im linken oberen roten Felde drei goldene Lilien. Im rechten unteren roten Felde auf grünem Dreiberg eine silberne Kapelle. Im linken unteren schwarzen Felde ein silbernes Zahnrad.“

### Städtepartnerschaften
St. Ingbert unterhält eine Städtepartnerschaft mit der französischen Stadt Saint-Herblain (seit 1981), dem sächsischen Radebeul (seit 1988), die noch zu DDR-Zeiten entstanden war, sowie zu Rhodt unter Rietburg seit dem 17. Oktober 1959 eine offizielle „Weinpatenschaft“. Gemeinsam mit der französischen Partnerstadt Saint Herblain existiert ein Kooperationsabkommen mit der senegalesischen Landgemeinde N’Diaganiao.
Früher gab es außerdem eine Partnerschaft mit Diedesfeld und dem lothringischen Saarburg, wegen der Kriegsereignisse wurden sie jedoch nicht mehr aufrechterhalten. Außerdem hatte Rohrbach eine Partnerschaft mit der Gemeinde Kahl am Main von 1964 bis 1970, bis es kein Interesse mehr daran gab.

## Gebietsreform
Am 1. Januar 1974 wurden im Rahmen der saarländischen Gebiets- und Verwaltungsreform die bis dahin eigenständigen Gemeinden Hassel, Oberwürzbach, Rentrisch und Rohrbach der Stadt St. Ingbert zugeordnet. Zudem wurden Gebietsteile mit damals mehr als 800 Einwohnern in die Nachbarstadt Sulzbach/Saar umgegliedert. Sie gehören seitdem zum Sulzbacher Stadtteil Schnappach.

## Wirtschaft

### Situation

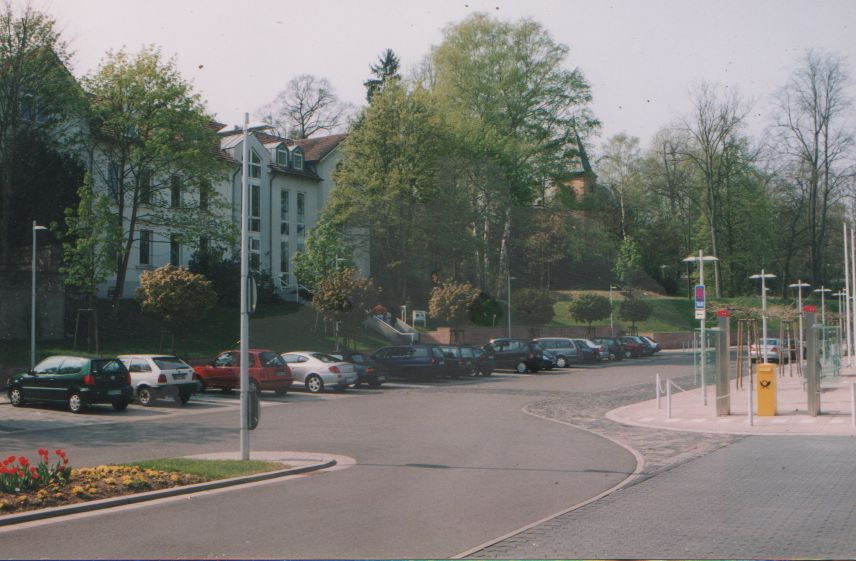
Geschäftsstelle der SAP SE am St. Ingberter Bahnhof

Nachdem die traditionelle Industrie in den Bereichen Glas, Kohle und Stahl fast nicht mehr existiert, sind es heute vor allem Unternehmen im Hightech- und Dienstleistungsbereich, die Arbeitsplätze schaffen. Wichtige Unternehmen sind Festo (2600 Mitarbeiter), Voit Automotive (1000 Mitarbeiter), Baugruppe Peter Gross (850 Mitarbeiter), SAP (450 Mitarbeiter), Wolfgang Preinfalk GmbH (200 Mitarbeiter), Laboratorien Dr. Latza & Partner und Drahtwerke St. Ingbert. Außerdem ist die Stadt Standort für wissenschaftliche Einrichtungen wie das Fraunhofer-Institut für Biomedizinische Technik (IBMT).
Freie Gewerbeflächen stehen in St. Ingbert in erheblichem Umfang zur Verfügung.

### Gewerbegebiete
In St. Ingbert gibt es 12 Gewerbegebiete:

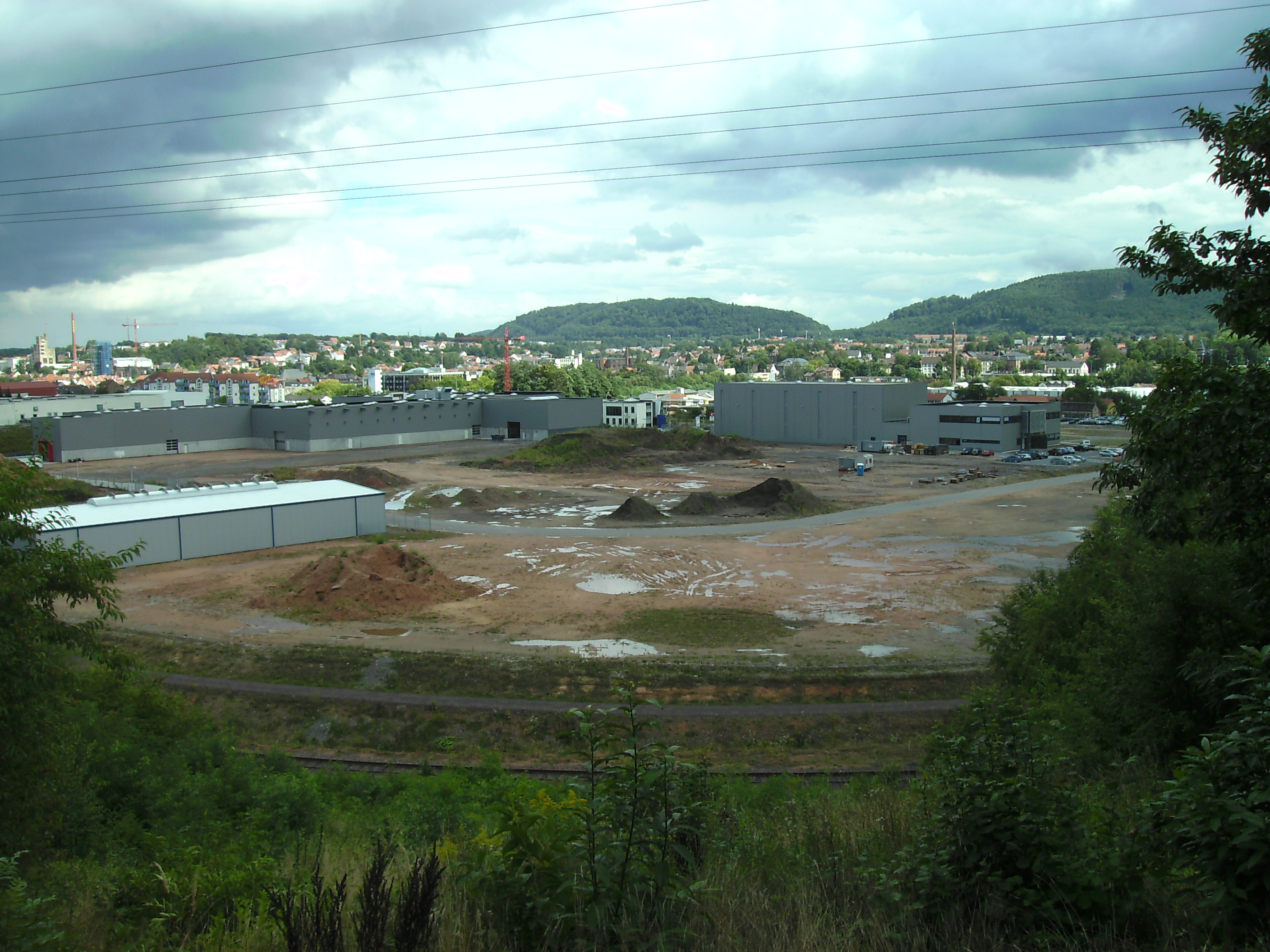
Drahtwerk Nord Areal

| - St. Ingbert West – Dudweilerstraße / Schlackenberg - St. Ingbert West – Am Grubenstollen - St. Ingbert West – Güterbahnhof - St. Ingbert Mitte – Innovationspark am Beckerturm - St. Ingbert Mitte – Im Schiffelland/Pottaschwald - St. Ingbert Mitte – Oststraße - St. Ingbert Mitte – Drahtwerk Nord Areal DNA | - St. Ingbert Mitte – Glashüttengelände - St. Ingbert Rohrbach – Mühlstraße - St. Ingbert Rohrbach – Geistkirch - St. Ingbert Rohrbach – Süd/Industriegelände - St. Ingbert Hassel - St. Ingbert Oberwürzbach |

Außerdem wurde 1994 im Kastanienweg der Gewerbe- und Technologiepark gebaut, in dem inzwischen 13 Existenzgründer unter günstigen Rahmenbedingungen Büroräume gemietet haben und über 50 Arbeitsplätze entstanden sind.

#### St. Ingbert-Mitte
Die ersten Gewerbegebiete waren und sind entlang der Saarbrücker Straße („Alte Schmelz“, Drahtwerk) und das Grubengebiet, das heute Kleinbetriebe beherbergt. Das erste moderne Gewerbegebiet der Stadt wurde zu Beginn der 1950er-Jahre im „Pottaschwald“ auf einer Fläche von 20 Hektar geschaffen. Kurz darauf entstand das in der Nähe gelegene Gewerbegebiet „Schiffelland“, das vorher landwirtschaftlich genutzt wurde und nur mit Mühe von der Stadt erworben werden konnte. Das 23 Hektar umfassende Gewerbegebiet Drahtwerk Nord Areal „DNA“ (ehemals Saarstahl Drahtwerk) wird seit 2004 neu erschlossen.

#### Rohrbach
Das größte Gewerbegebiet liegt zwischen St. Ingbert und Rohrbach auf einer Fläche von 390.000 Quadratmeter. Das ehemalige Gelände der Kléber Colombes, Reifen und Technische Gummiwaren AG, das verkehrsgünstig angebunden ist, soll laut Entwicklungsplan eine Fläche für klein- und mittelständische Unternehmen werden. Zwischen 2001 und 2004 wurden in Rohrbach-Süd, Poensgen-und-Pfahler-Str. und Im Reihersbruch von der Städtischen Gewerbegeländeentwicklungsgesellschaft ungefähr 50.000 Quadratmeter Gewerbegelände erschlossen und verkauft. Inzwischen sind dort etliche lokal arbeitende Handwerksunternehmen (z. B. Stalter CNC-Fertigung GmbH, Wagner & Günther Gartenbau usw.) wie auch national und international arbeitende Unternehmen (z. B. iMAR Navigation GmbH, 50+ Arbeitsplätze) wie auch Dienstleister (z. B. unimed GmbH, 50+ Arbeitsplätze) angesiedelt und viele neue Arbeitsplätze entstanden. Weitere Gewerbegebiete sind „Rohrbach-Mühlstraße“ und „Rohrbach-Geistkirch“ mit dem Pneumatikhersteller Festo als größtes Unternehmen.

#### Hassel
Auch in Hassel gibt es seit dem Jahre 1960 ein kleines Gewerbegebiet. Es wurde zwischen der Autobahn und der Saarstraße errichtet und erhielt den Namen „Gewerbegebiet im Stangenwald“.

#### Oberwürzbach
Das „Gewerbegebiet Oberwürzbach“ entstand am Kesselwald auf privatem Grundbesitz und ist ein sehr kleines Gewerbegebiet mit wenigen Unternehmen.

## Verkehr und Infrastruktur

### Flugverkehr
Nur etwa sechs Kilometer südlich befindet sich der internationale Verkehrsflughafen Saarbrücken-Ensheim, außerdem rund 21 km südöstlich der Flugplatz Zweibrücken (Linien- und Ferienflugverkehr seit November 2014 eingestellt).

### Öffentlicher Personennahverkehr

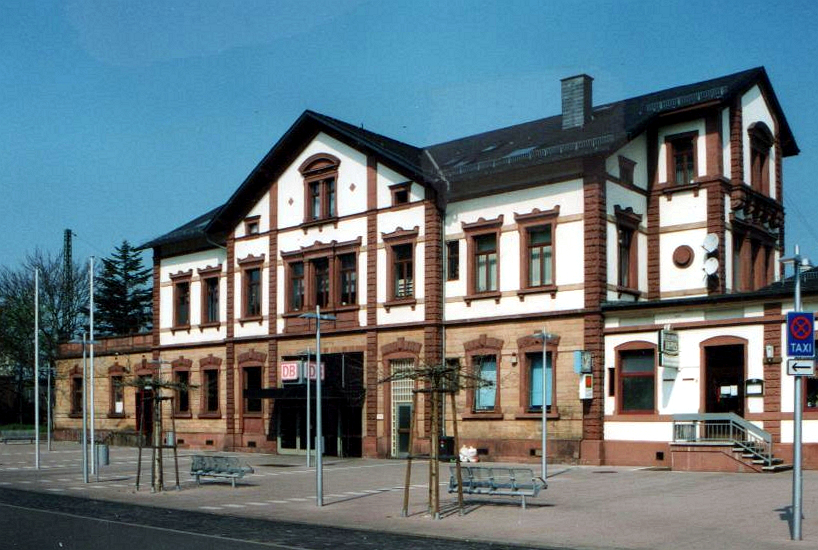
Bahnhof St. Ingbert

Im Stadtgebiet liegen vier Bahnhöfe oder Haltepunkte: An der Bahnstrecke Mannheim–Saarbrücken (von West nach Ost): Rentrisch, St. Ingbert, Rohrbach/Saar und an der Bahnstrecke Landau–Rohrbach: Hassel/Saar. Auf allen Bahnhöfen halten Regionalbahnen. Der St. Ingberter Bahnhof selbst, einst Schnellzughalt, wird von Regionalbahnen und Regional-Express-Zügen frequentiert. Er wurde 1867 als Endpunkt der in ihrer damaligen Form heute nicht mehr existierenden Würzbachbahn in Betrieb genommen.
Seit 1. Januar 2007 gilt die verbundweit eindeutige dreistellige Nummerierung.
Den öffentlichen Personennahverkehr (ÖPNV) versorgt die Saar-Mobil GmbH. Seit September 2003 werden vom zuständigen Busunternehmen in Zusammenarbeit mit der Stadtverwaltung eigene Stadtbuslinien unter dem Begriff „Ingo“ mit normalen Überlandbussen betrieben. Dieses Stadtbuskonzept brachte eine erhebliche Verbesserung des ÖPNV in der Stadt. „Ingo“ beruht auf sechs Linien (521, 522, 523, 524, 525, 526). Sie verbinden in Ringform den Kernpunkt des Stadtbusnetzes, den Rendezvous-Platz, wo sich alle Linien im 30-Minuten-Takt treffen, mit den einzelnen Stadtteilen. Es verkehren immer zwei Linien auf derselben Strecke, allerdings in entgegengesetzter Richtung. Zudem fährt jede Linie vom Rendezvous-Platz ausgehend 2 Schleifen. Die erste zur vollen Stunde, die zweite zur halben Stunde. Somit fährt jede Linie nur stündlich dieselbe Haltestelle an.

### Individualverkehr
St. Ingbert liegt direkt an der Bundesautobahn 6 zwischen Paris und Mannheim mit den Anschlussstellen Rohrbach (ehemals St. Ingbert-Ost), St. Ingbert-Mitte und St. Ingbert-West (von Ost nach West). Des Weiteren führt die Bundesstraße 40 durch das Stadtgebiet.

### Behörden und Institutionen
Neben der Verwaltung der Stadt selbst befinden sich noch folgende weitere Behörden in der Stadt:
- Landesverwaltungsamt Saarland
- Landesinstitut für Präventives Handeln
- Agentur für Arbeit (Geschäftsstelle)
- Finanzamt (Außenstelle)
- Polizeiinspektion
- Amtsgericht St. Ingbert
- Gesundheitsamt des Saarpfalz-Kreises (Außenstelle)
- Landesamt für Kataster-, Vermessungs- und Kartenwesen (Katasteramt für den Saarpfalz-Kreis)
- Rettungsdienstschule Saar mit RettungsArena
- Straßen- und Autobahnmeisterei Rohrbach mit Verkehrszentrale für das Saarland
- Bundesanstalt Technisches Hilfswerk Ortsverband St. Ingbert

## Bildung und Wissenschaft

### Hochschule
Ab Oktober 2014 gab es den HTW-Campus St. Ingbert. Auf Grund akuter Platzprobleme in Saarbrücken hatte die Hochschule für Technik und Wirtschaft des Saarlandes Teile der Wirtschaftswissenschaften nach St. Ingbert verlagert. 400 Studierende besuchten bis Sommersemester 2015 die Vorlesungen im Karlsbergsaal in der Kohlenstraße.

### Grund- und weiterführende Schulen
St. Ingbert ist einer der wichtigsten Schulstandorte im Saarpfalz-Kreis mit einem großen Einzugsgebiet. Neben vier Grundschulen und einer Montessori-Grundschule hält die Mittelstadt ein großes weiterführendes Schulangebot bereit. So gibt es das private katholische Albertus-Magnus-Gymnasium und das Leibniz-Gymnasium (gesplittet in zwei Gebäudekomplexe), zwei Gemeinschaftsschulen (davon ist die Ludwigschule eine teilgebundene Ganztagsschule), eine private katholische Realschule (Albertus-Magnus-Realschule) sowie ein Berufsbildungszentrum (Willi-Graf-Schule) mit einem beruflichen Gymnasium, hauswirtschaftlich-sozialpflegerischen Schulen, kaufmännischen Schulen und technisch-gewerblichen Schulen. Daneben gibt es eine Musikschule, die das Unterrichtsangebot der allgemeinbildenden Schulen unterstützt.

### Fortbildung
In der Erwachsenenbildung bietet die Städtische Volkshochschule Kurse in den unterschiedlichsten Themenbereichen an. Im Weiteren existiert noch eine Volkshochschule des Saarpfalz-Kreises, die in St. Ingbert berufliche Weiterbildungen anbietet.
Außerdem gibt es noch die Katholische Erwachsenenbildung Saarpfalz e. V. sowie die Stadtbücherei.

### Forschung
St. Ingbert ist Sitz des Fraunhofer-Instituts für Biomedizinische Technik (IBMT).

### Hotspot-Verbund St. Ingbert
Im Rahmen der Initiative „Saarland Unwired“ des saarländischen Wirtschaftsministeriums und der Deutschen Telekom AG ist in St. Ingbert ein Hotspot-Verbund eingerichtet worden. Seit Juli 2005 wird in großen Teilen der Fußgängerzone drahtloser Internetzugang über WLAN angeboten.

## Kultur, Gesellschaft und Sport

### Treffpunkte für Kinder und Jugend

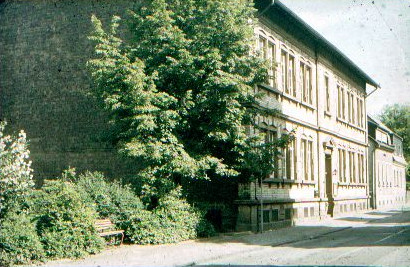
Das Jugendzentrum in der Pfarrgasse

Das St. Ingberter Jugendzentrum, kurz Juz, gehört zu den ältesten in Deutschland, die selbstverwaltet sind. Die Anfänge des Trägervereins „Jugendzentrum St. Ingbert in Selbstverwaltung e. V.“ reichen bis in die frühen 1970er-Jahre. Seit 1980 befindet sich das Juz im Pfarrgaßschulhaus.
Angesiedelt in der Rickertstraße 39 befindet sich das Caritas-Kinderhaus St. Ingbert, eine Einrichtung der (halb-)offenen Kinder- und Jugendarbeit. Das Haus bietet allen 6- bis 16-Jährigen während der Schulzeit zwischen 14 und 18 Uhr einen Treffpunkt zur gemeinsamen Freizeitgestaltung oder Hilfe in besonderen Lebenslagen.

### Vereine
In St. Ingbert existieren um die 365 Vereine und vereinsähnliche Organisationen. Das Angebot reicht von Karnevalsvereinen über Kirchenchöre bis hin zu Seniorenvereinen.
In St. Ingbert existieren derzeit etwa 68 Sportvereine, die sich zahlreichen verschiedenen Sportarten widmen. Mit Unterstützung der Vereine gelingt es Sportveranstaltungen zu organisieren und ein Sportangebot für die Bürger zu schaffen. Im November 2005 gründeten 24 St. Ingberter Sportvereine den Sportbund St. Ingbert als Dachorganisation.

### Museen

#### Museum St. Ingbert

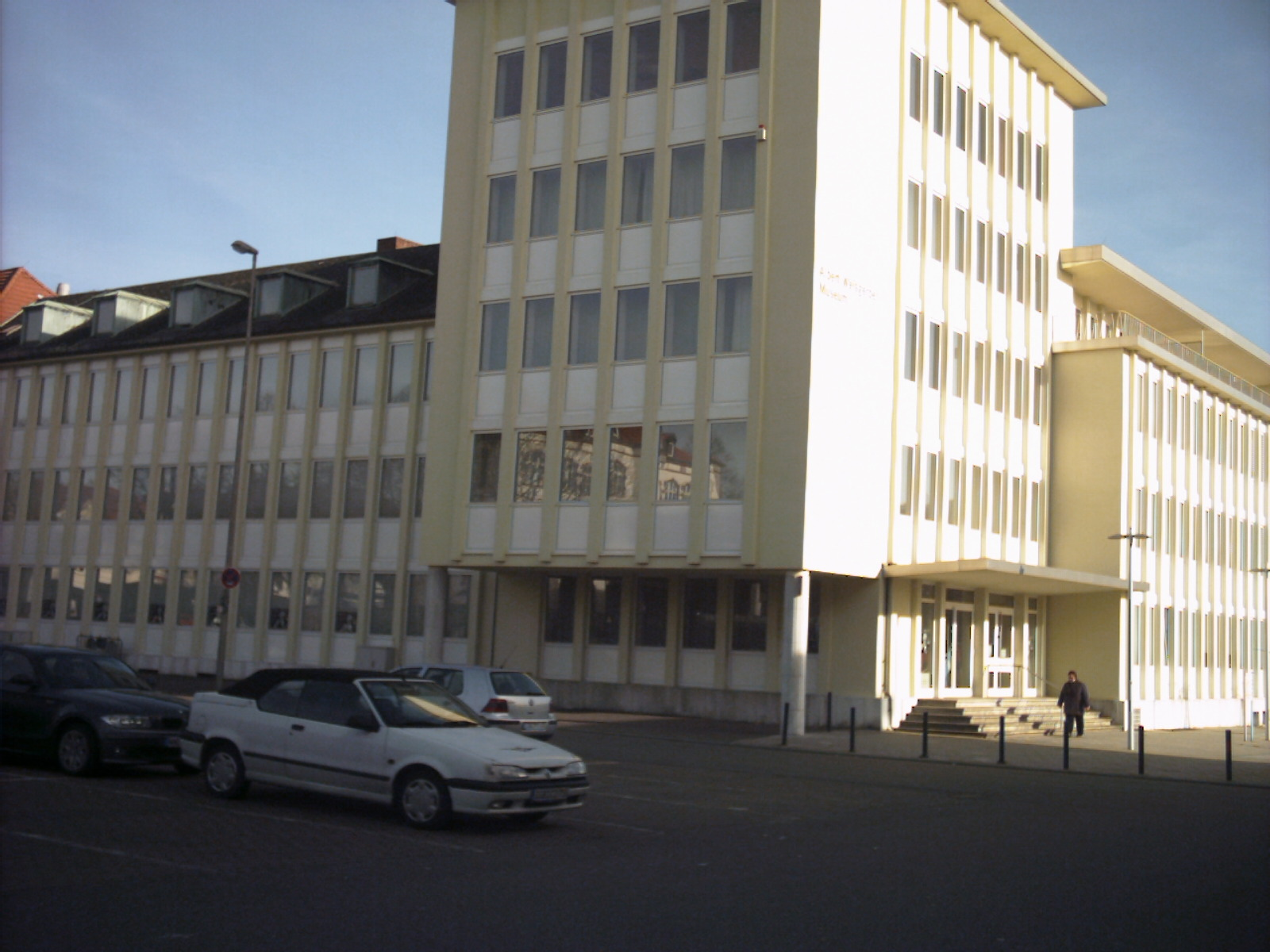
Ehemaliges Museum St. Ingbert, heute Landesverwaltungsamt Saarland

Das Museum St. Ingbert gab auf 485 Quadratmetern einen Überblick über Leben und Werk des St. Ingberter Impressionisten Albert Weisgerber. Mit über 70 Gemälden und vielen weiteren Werken besitzt die Albert Weisgerber Stiftung einen Großteil seiner Werke, die zwischen dem deutschen Impressionismus und dem beginnenden Expressionismus einzuordnen sind. Das Museum verfügte über eine zusätzliche Fläche von etwa 450 Quadratmetern, die für Wechselausstellungen vorgesehen war, sowie weitere Räumlichkeiten. Zunächst in städtischer Hand, wurde das Museum St. Ingbert in die 1991 neu gegründete Albert Weisgerber Stiftung überführt, deren ideelle und finanzielle Träger die Stadt St. Ingbert und der Saarpfalz-Kreis waren. Das Museum St. Ingbert wurde 2007 aufgelöst. Als Albert-Weisgerber-Museum sollen die Exponate in die Alte Baumwollspinnerei umziehen. Die Eröffnung ist für 2027/2028 vorgesehen.
Im selben Gebäude war das Heimatmuseum St. Ingbert zu finden, welches sich mit der industriellen Vergangenheit in der Stadt beschäftigte. Von 1991 bis 2006 lief eine Dauerausstellung mit dem Titel „Kohle – Eisen – Stahl“. Beide Museen waren im Gebäude des ehemaligen Landratsamtes des Kreises St. Ingbert am Markt untergebracht, das in den 1950er-Jahren im damals typischen Nachkriegsbaustil der Wirtschaftswunderjahre errichtet wurde. Das Heimatmuseum wurde im Jahr 2006 auf Anordnung der Verwaltungsspitze aufgelöst.

#### Besucherbergwerk Rischbachstollen

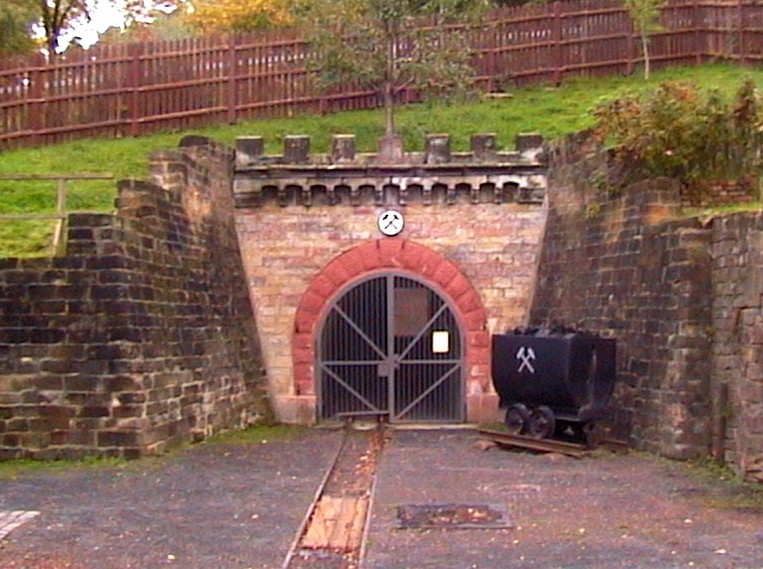
Stolleneingang

Der Rischbachstollen ist Teil der ehemaligen Steinkohlengrube St. Ingbert, die 1959 ihre Tore schloss. Der heute zugängliche Teil (etwa 700 Meter Hauptstollen plus mehrere Nebenstollen) wird seit etwa 1990 von ehemaligen Bergleuten wieder mit Leben erfüllt. Während der Besichtigung des Stollens erhält der Besucher Einblicke in die Arbeit und das Leben der Bergleute von vor über 100 Jahren, als noch Handarbeit vorherrschte und Grubenpferde die Kohlenwagen zogen. Die Besucher dürfen selbst Maschinen bedienen und mit „Schlägel und Eisen“ arbeiten. Seit April 2009 ist eine funktionsfähige, renovierte Grubenlokomotive im Einsatz.

#### Automuseum
Die Kleinwagen Oldtimersammlung St. Ingbert, auch Kleinwagen Oldtimermuseum St. Ingbert und Kleinwagen- und Rollersammlung genannt, ist ein privates Automuseum. Etwa 1996 begann die Sammlung. Ausgestellt sind rund 30 Autos und 25 Motorroller. Der Schwerpunkt liegt bei Klein- und Kleinstwagen, darunter die meisten aus Deutschland.

### Literarisches Leben
St. Ingbert verfügt seit Jahrzehnten über ein reges literarisches Leben. Beiträge zur Literatur über und aus der Stadt leisteten Persönlichkeiten, die aus St. Ingbert stammten oder dort zeitweise oder dauerhaft lebten, darunter die Mundartdichter Karl August Woll, Karl Uhl, Eugen Motsch und Heinrich Kraus oder die Romanautoren Sybille Knauss und Martin Bettinger. Literarische Beiträge lieferten auch der Historiker Wolfgang Krämer und der Opernsänger Siegmund Nimsgern. Werkausschnitte von 17 Autorinnen und Autoren mit Verbindungen zur Stadt wurden von Dirk Walter in einer Anthologie herausgegeben. Der Literaturvermittlung widmet sich die Stadtbücherei in Zusammenarbeit mit einer ehrenamtlichen Initiative: In den frühen 1980er-Jahren gründete der Kulturjournalist Fred Oberhauser das heute noch existierende, von Gerhard Sauder erfolgreich weitergeführte und heute (2017) von Jürgen Bost geleitete St. Ingberter Literaturforum. St. Ingbert ist Standort mehrerer Verlage, darunter der Conte Verlag, der Röhrig Universitätsverlag sowie der Wassermann Verlag, die auch Autoren der Stadt in ihrem Programm führen und Lesungen veranstalten.

### Veranstaltungen

#### St. Ingberter Pfanne
Die St. Ingberter Pfanne wird seit 1985 im Rahmen des Wettbewerbs Woche der Kleinkunst verliehen. Das Festival zählt zu den wichtigsten im deutschsprachigen Raum. Prominenteste Preisträger der St. Ingberter Pfanne sind Eckart von Hirschhausen, Olaf Schubert und Bodo Wartke.

#### Internationales Jazz-Festival
Das Internationale Jazzfestival St. Ingbert existierte seit 1987 und fand jährlich mit einem internationalen Line-Up in der Stadthalle statt. Es traten Künstler wie Ginger Baker, Nils Landgren, The Manhattan Transfer, Till Brönner, Maceo Parker, Al Di Meola und viele mehr auf. Nach drei Jahren Pause aufgrund der Pandemie wurde im Januar 2023 bekannt gegeben, dass das Internationale Jazzfestival nicht mehr in dieser Form stattfinden wird. Ein neues Konzept ist in Ausarbeitung.

#### Bundesfestival junger Film
Das Bundesfestival junger Film ist eines der größten deutschsprachigen Kurzfilmfestivals im Nachwuchsbereich. Es findet seit 2018 dezentral in St. Ingbert statt und richtet sich mit Preisen im Wert von 20.000 Euro an Filmschaffende unter 29 Jahren.

#### Ingobertusmesse
Anfang Oktober eines jeden Jahres (Immer der dritte Oktober in Verbindung zum unmittelbar vorgelagerten oder sich anschließenden Wochenende) findet in St. Ingbert eine der größten regionalen Verbrauchermessen im Südwesten Deutschlands statt. In den beiden Hallen, in einem Großzelt auf dem Marktplatz sowie auf dem angrenzenden Freigelände präsentieren St. Ingberter und Unternehmen aus dem näheren Umfeld ihre Angebote, die die gesamte Produktpalette des täglichen Bedarfs -Waren und Dienstleistungen- umfassen. Die Messe wird vom örtlichen „Verein für Handel und Gewerbe“ in Kooperation mit der Stadtverwaltung ausgerichtet. An drei Messetagen verzeichnet sie etwa 70.000 Besucher. Seit 2008 wird der neu gestaltete Kuppelsaal des Rathauses mit einbezogen. Begleitet wird die Messe von kulturellen und wirtschaftspolitischen Rahmenveranstaltungen.

#### Edle Steine
Am ersten Novemberwochenende eines jeden Jahres findet in der Stadthalle unter dem Namen „Edle Steine“ eine Mineralien-, Fossilien-, Edelstein- und Schmuckbörse statt. Über 70 teils internationale Händler sind bei der Börse, die sich seit Jahren zur größten ihrer Art im Südwesten Deutschlands entwickelt hat, vertreten. Regelmäßig besuchen über 10.000 Interessenten an den beiden Wochenendtagen die Veranstaltung.

#### Saar-Lor-Lux-Tourismusbörse
Im März eines jeden Jahres findet an einem Wochenende in der Stadthalle eine touristische Veranstaltung mit überregionalem Charakter statt, die „Saar-Lor-Lux-Tourismusbörse“. Veranstalter ist der Saarpfalz-Kreis in Kooperation mit der Stadt St. Ingbert. Zahlreiche touristische Destinationen, aber auch Einzelanbieter aus allen Regionen Deutschlands sowie aus der Großregion (Saarland, Lothringen, Luxemburg, Wallonien) sind mit ihren Angeboten auf der Börse vertreten. An dem Wochenende werden regelmäßig über 10.000 Besucher gezählt.

#### Theater
In der Stadthalle finden in unregelmäßigen Zeitabständen Theateraufführungen statt, pro Saison zwischen fünf und zehn. Zudem werden Kindertheaterstücke in der Stadthalle aufgeführt. Veranstalter ist das Kulturamt St. Ingbert. Zu den Theatergruppen, die jährlich in der Stadthalle auftreten, gehören unter anderem die „Musenbolde“, eine Jugendtheatergruppe der St. Ingberter Pfarreien Herz-Mariae und St. Hildegard.

## Religionen und Kirchen

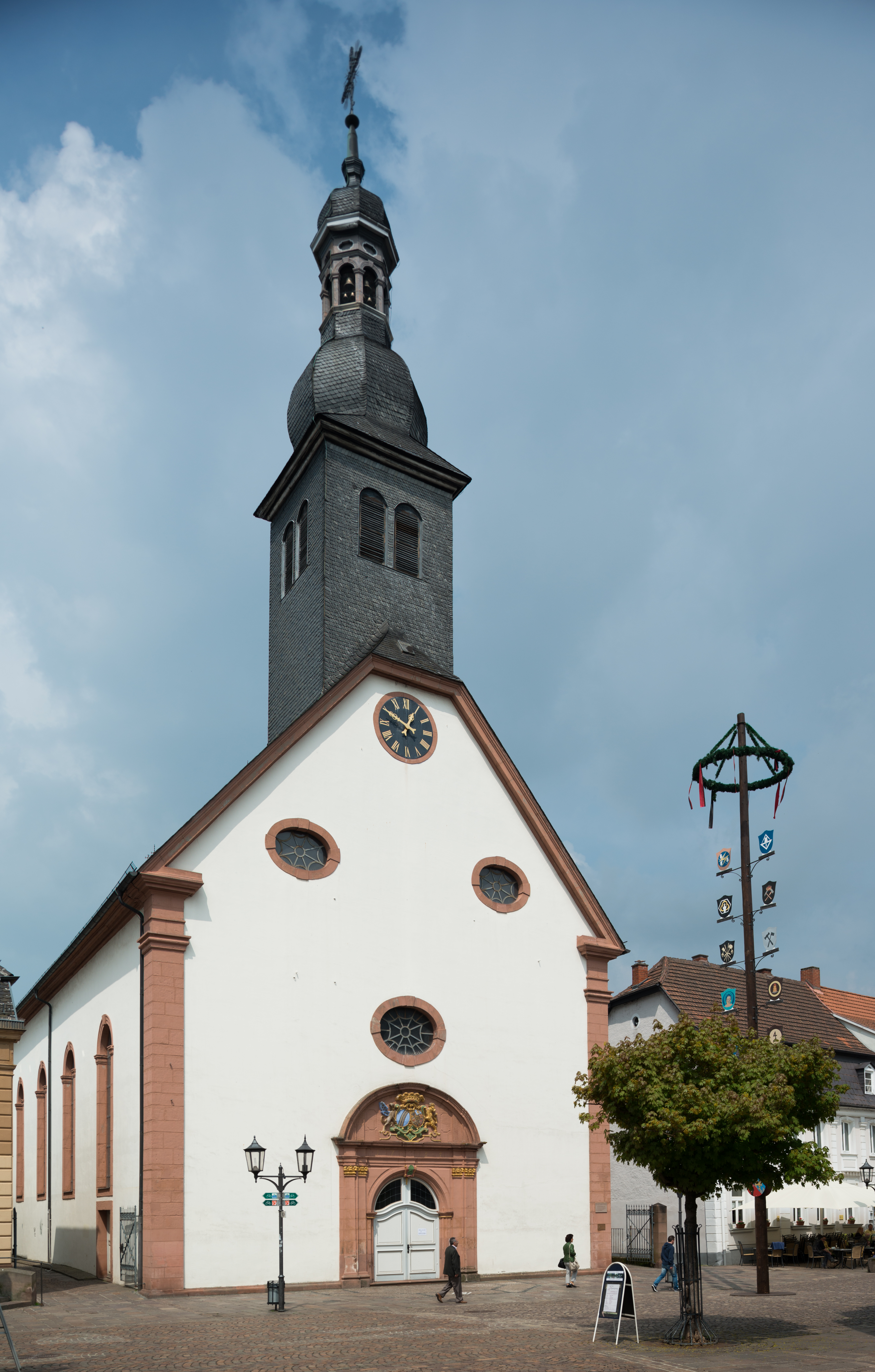
St. Engelbert

### Katholische Kirche
Die katholischen Christen gehören zum Bistum Speyer, mit Ausnahme der Katholiken im Stadtteil Rentrisch, die zum Bistum Trier gehören.

#### Kirche St. Engelbert
Die katholische Kirche St. Engelbert (auch „Alt Kerch“, Hochdeutsch: „Alte Kirche“ genannt) stammt aus dem Jahre 1755 und wurde durch Freiherr Ferdinand von der Leyen und seiner Frau errichtet. Am selben Platz stand früher schon eine im Jahre 1696 errichtete Kirche. Bis ins 19. Jahrhundert umgab sie ein Friedhof. Sie steht mit ihrem Südgiebel in der Straßenflucht zu der hier zur Fußgängerzone umgestalteten Kaiserstraße. Berühmt ist vor allem das Eingangsportal, das zwei alte Wappen der Erbauer darstellt.

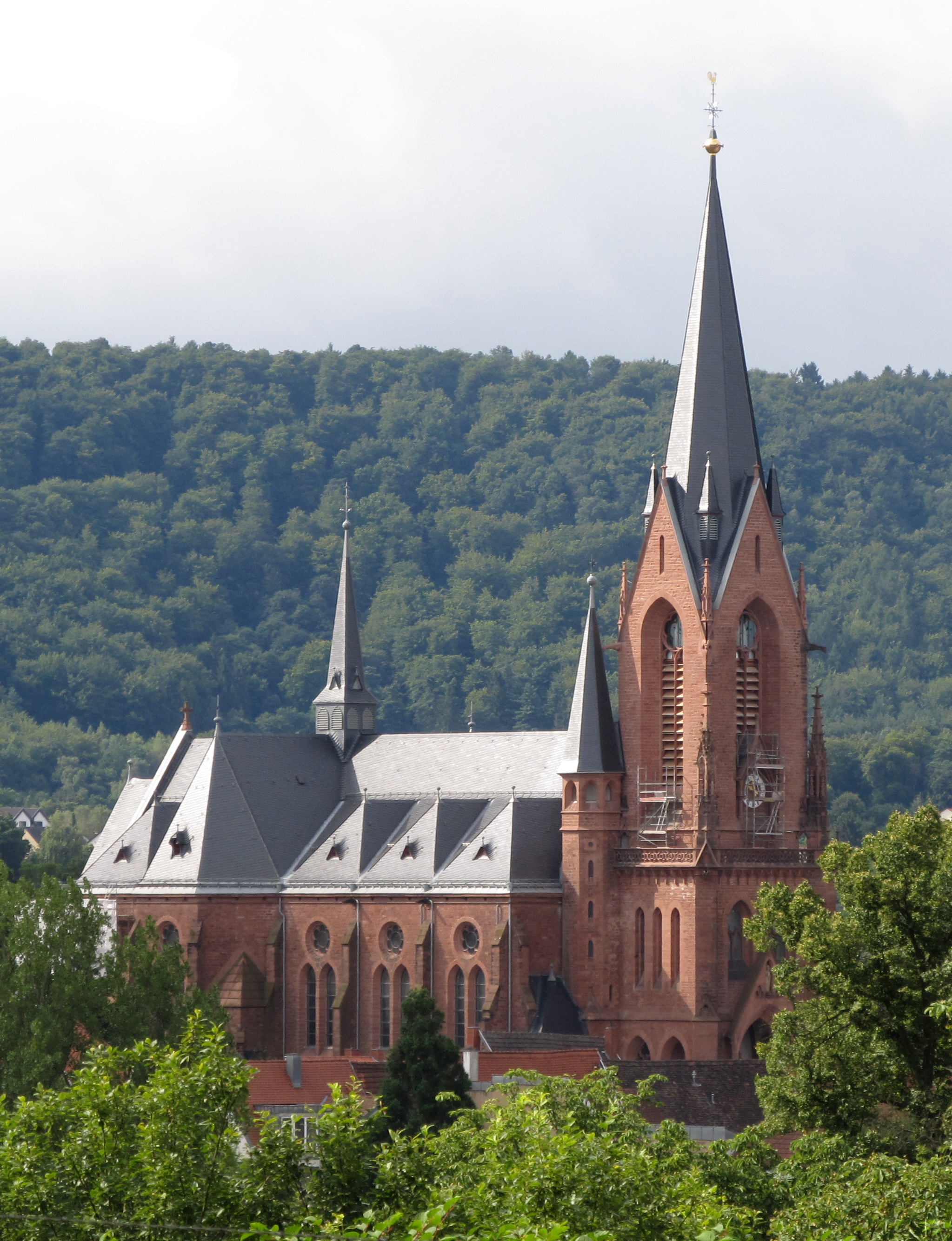
St. Josef

#### Kirche St. Josef
Die katholische Kirche St. Josef bildet eine große Anlage in neugotischen Formen und liegt am Hang über der Kaiserstraße. Sie bildet zusammen mit dem Beckerturm eines der wichtigsten Wahrzeichen der Stadt. Zu ihr gehört das weiter südlich gelegene Pfarrhaus.
Am 28. September 1890 wurde für die Kirche St. Josef der Grundstein gelegt. Sie wurde nach Plänen des Architekten Ludwig Becker, Mainz, in rotem Sandstein errichtet. Allein der Bauplatz kostete 42.000 Mark, weil zuvor eine Reihe von Wohnhäusern aufgekauft und abgerissen werden musste. Die Gesamtkosten beliefen sich auf 250.000 Goldmark. Nachdem das erste Kirchenschiffgebälk schief geraten und das zweite abgebrannt war, konnte es schließlich am 13. Mai 1893 von Bischof Joseph Georg von Ehrler geweiht werden. Die Glocken kamen erst im Jahre 1899 hinzu. Die Einrichtung stammt überwiegend noch aus der Erbauungszeit.
St. Josef ist nach dem Kaiserdom zu Speyer die größte Kirche im Bistum Speyer. Bei einem Großfeuer am 17. Juli 2007 wurde das Gebäude so schwer beschädigt, dass das Dachgebälk vollkommen verbrannte und der Kirchturm teilweise (der Turmhelm) einstürzte. Alle Glocken sprangen durch die große Hitze. Schweißen war unmöglich, unter anderem deshalb, weil der Riss der großen Glocke (a°) etwa einen Meter lang war. Die Brandursache war möglicherweise ein bei Bauarbeiten überlastetes Kabel. Nach einer großen Anteilnahme und Spendenbereitschaft der Bevölkerung wurde der Sakralbau wieder aufgebaut, nachdem aus statischen Gründen zunächst unklar war, ob dies überhaupt realisierbar wäre. Während die renovierte Orgel schon am 1. November geweiht wurde, konnte die Kirche am 20. November 2011 nach mehrjähriger Renovierung in einem feierlichen Pontifikalamt wieder in den Dienst genommen werden.

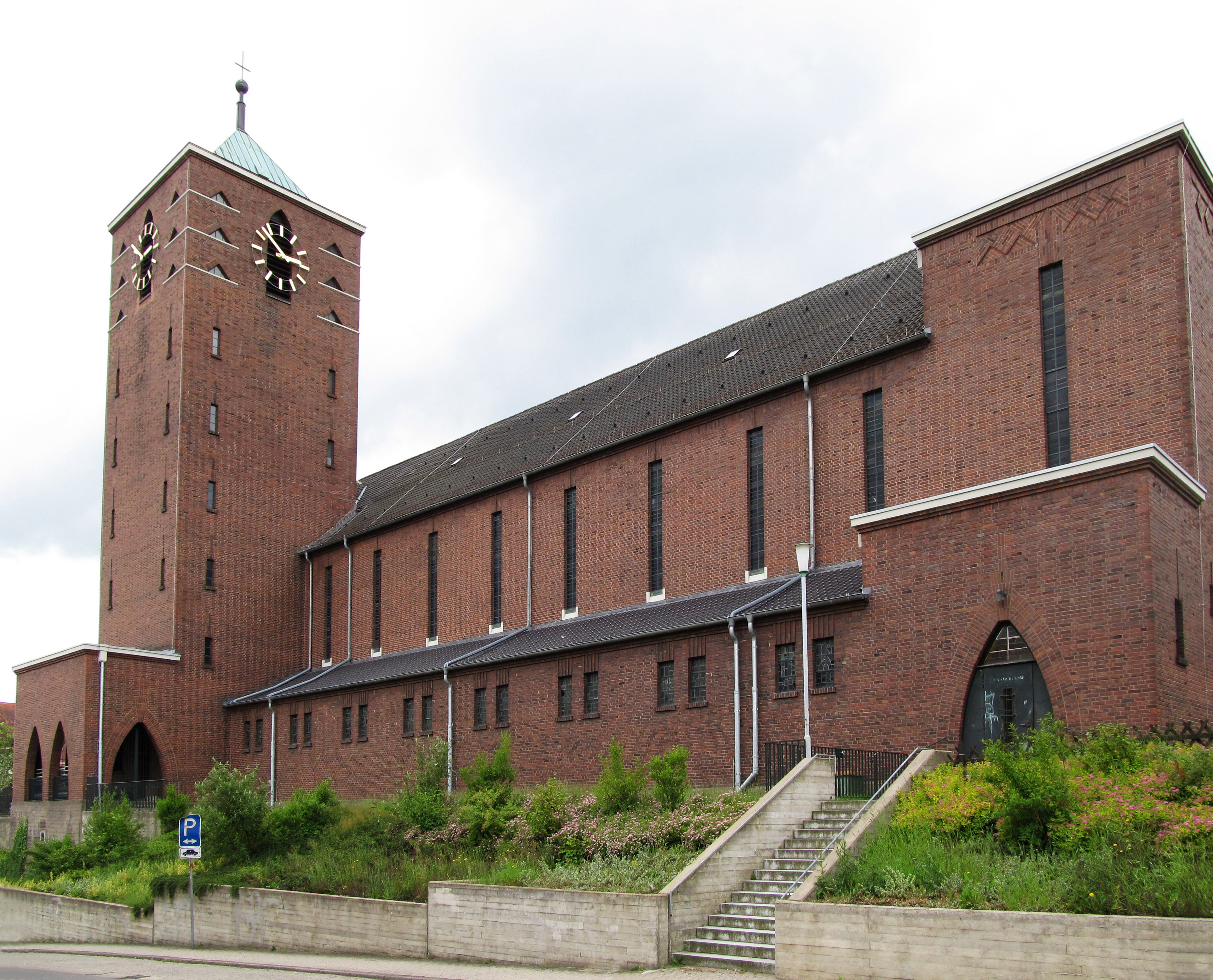
St. Hildegard

#### Kirche St. Hildegard
Die katholische Kirche St. Hildegard wurde 1928/29 nach Plänen des Architekten Albert Boßlet erbaut. Erforderlich wurde der Bau der Kirche, da der Platz in den bereits bestehenden Kirchen St. Engelbert und St. Josef aufgrund des starken Bevölkerungswachstums und dem damit einhergehenden Anstieg der Zahl der Katholiken in St. Ingbert nicht mehr ausreichte. Der Kirchenbau in moderner, schlichter, expressionistischer Formensprache und auffälligem Backstein-Sichtmauerwerk gilt als der am besten gelungene Kirchenbau von Albert Boßlet.

### Evangelische Kirche
Die evangelischen Christen St. Ingberts (außer Rentrisch) gehören zur Evangelischen Kirche der Pfalz (protestantische Landeskirche). Das 1974 eingemeindete Rentrisch gehörte im Gegensatz zum Rest der Stadt zu Preußen und damit zur Evangelischen Kirche im Rheinland (der ehemaligen Rheinprovinz). Umgekehrt verhält es sich mit dem Saarbrücker Stadtteil Ensheim. Er ist der einzige, der zur Pfälzischen Landeskirche gehört, während das übrige Stadtgebiet der Evangelischen Kirche im Rheinland angegliedert ist, weil Ensheim bis 1973 zum Kreis St. Ingbert gehörte.

#### Martin-Luther-Kirche und Christus-Kirche
Die 1859 erbaute Martin-Luther-Kirche war mehr als ein Jahrhundert lang die einzige protestantische Kirche in der Stadt. Sie liegt etwas erhöht von der Josefsthaler Straße hinter dem Pfarrhaus. Die in Ost-West-Richtung verlaufende Kaiserstraße (B 40) markiert die Grenze. Hinzu kam 1971 in der Wolfshohlstraße die Christuskirche. Am 3. Oktober 2004 wurde zur Vollendung des Kirchenbaues ein Glockenturm eingeweiht, dessen architektonische Gestaltung aus Stahl und Glas an die Tradition der Schmelz und der Glashütte anknüpft. Die fünf Glocken waren schon auf dem 26. und 27. Deutschen Evangelischen Kirchentag in Hamburg 1995 und 1997 in Leipzig zu hören.

### Andere christliche Konfessionen
Neben diesen beiden Kirchen gibt es in St. Ingbert auch Freikirchen, darunter eine Gemeinde Gottes, eine Freie Christengemeinde (Bund Freikirchlicher Pfingstgemeinden) und eine Stadtmission.
Auch die Neuapostolische Kirche ist in St. Ingbert vertreten.

### Judentum
Die ehemalige Synagoge und der jüdische Friedhof am Nordausgang des alten Friedhofs weisen auf eine frühere jüdische Gemeinde in St. Ingbert hin.

### Islam
Die St. Ingberter Muslime haben zwei Moscheen: St. Ingbert Mosque (VIKZ) und Eyüp Sultan Camii (DİTİB).

## Sehenswürdigkeiten

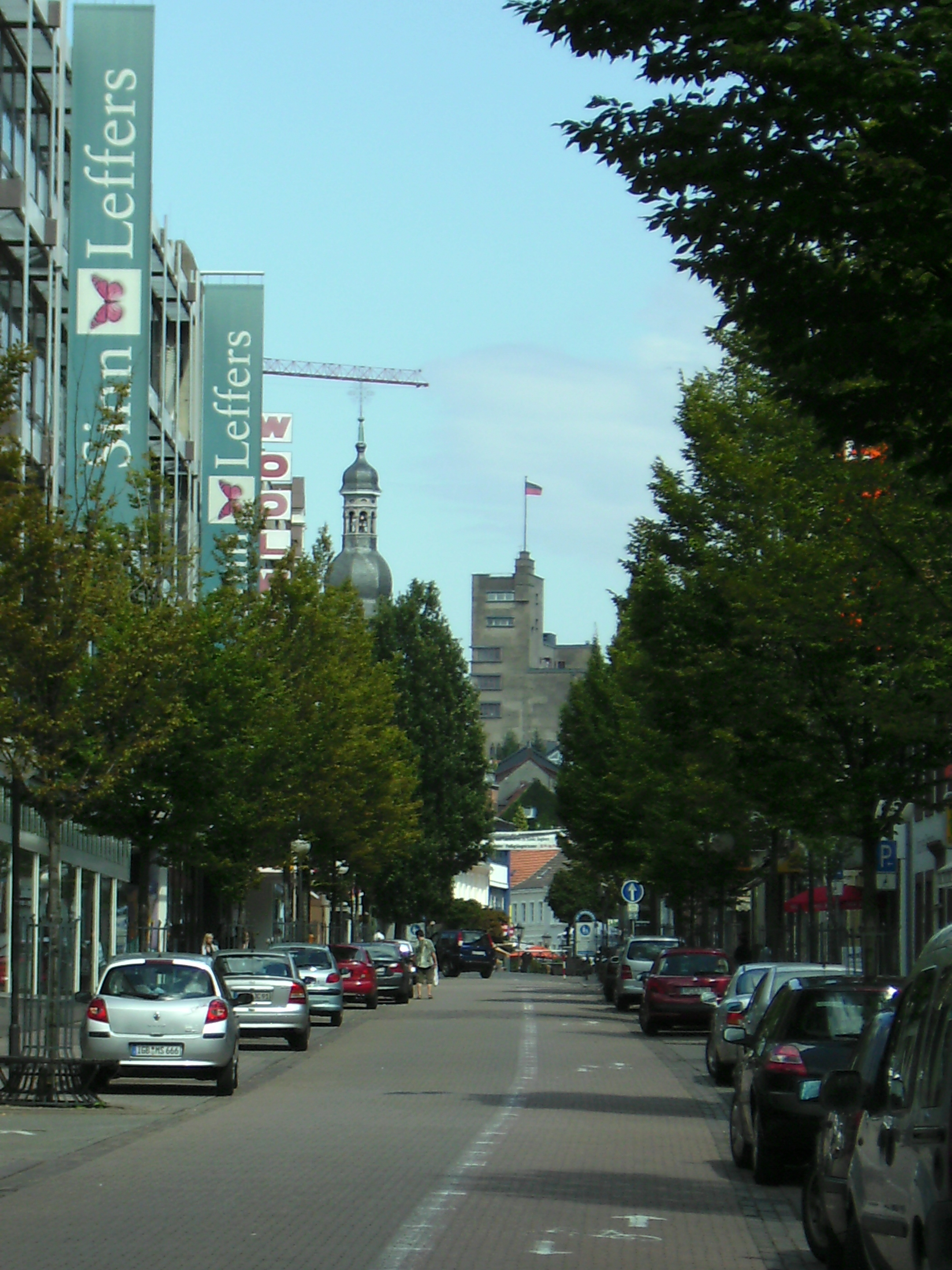
Kaiserstraße, hinten Beckerturm
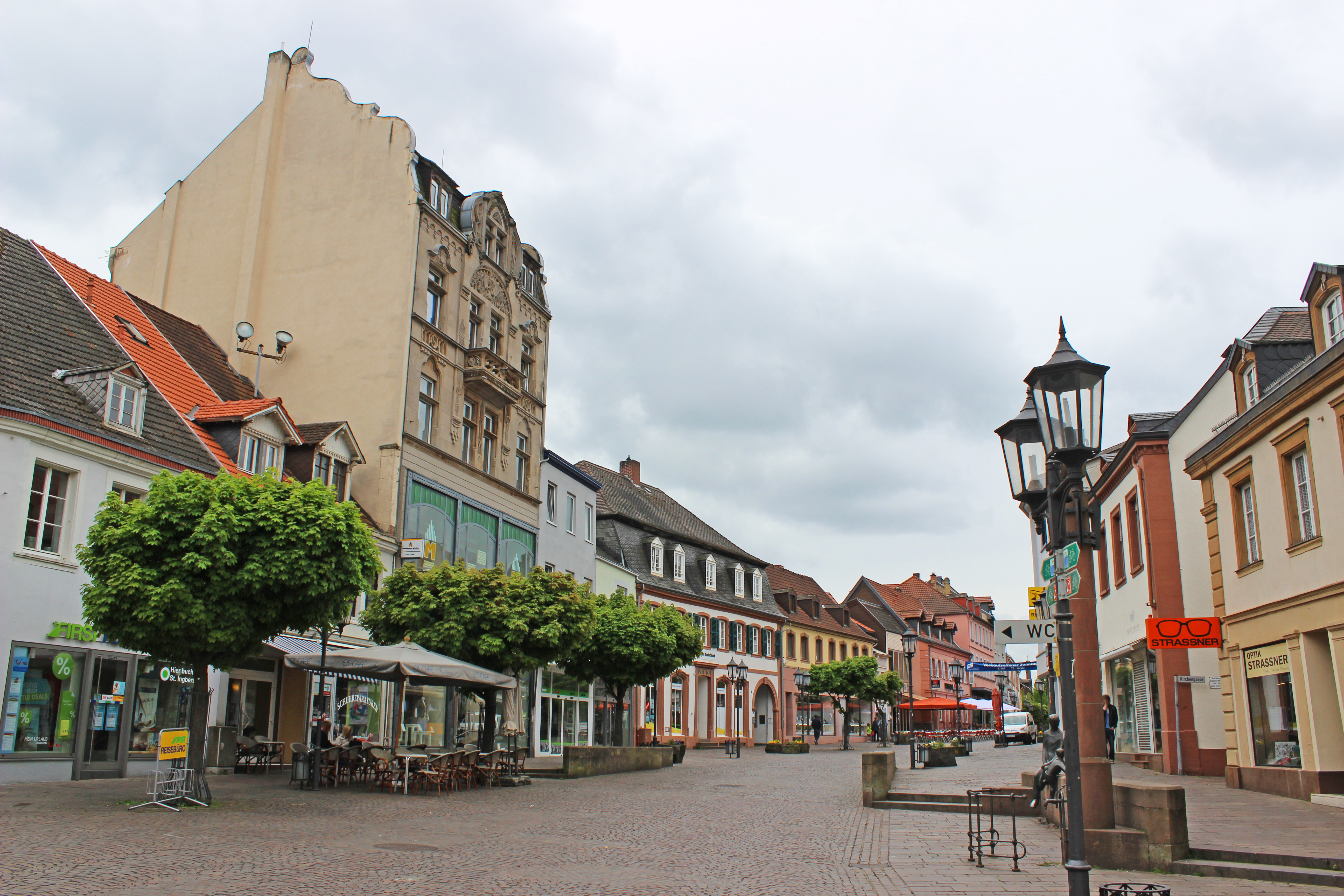
Fußgängerzone
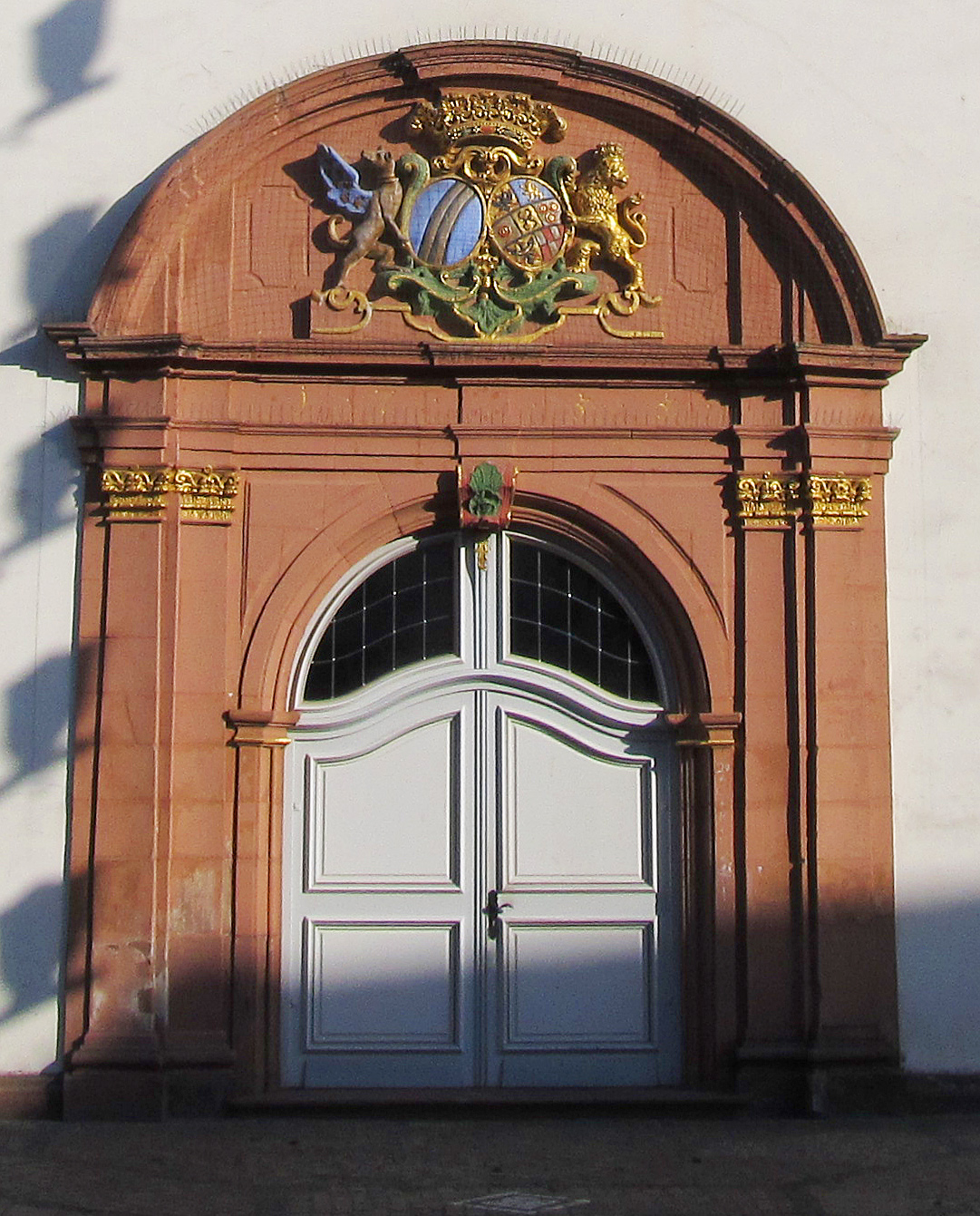
Eingangsportal von St. Engelbert
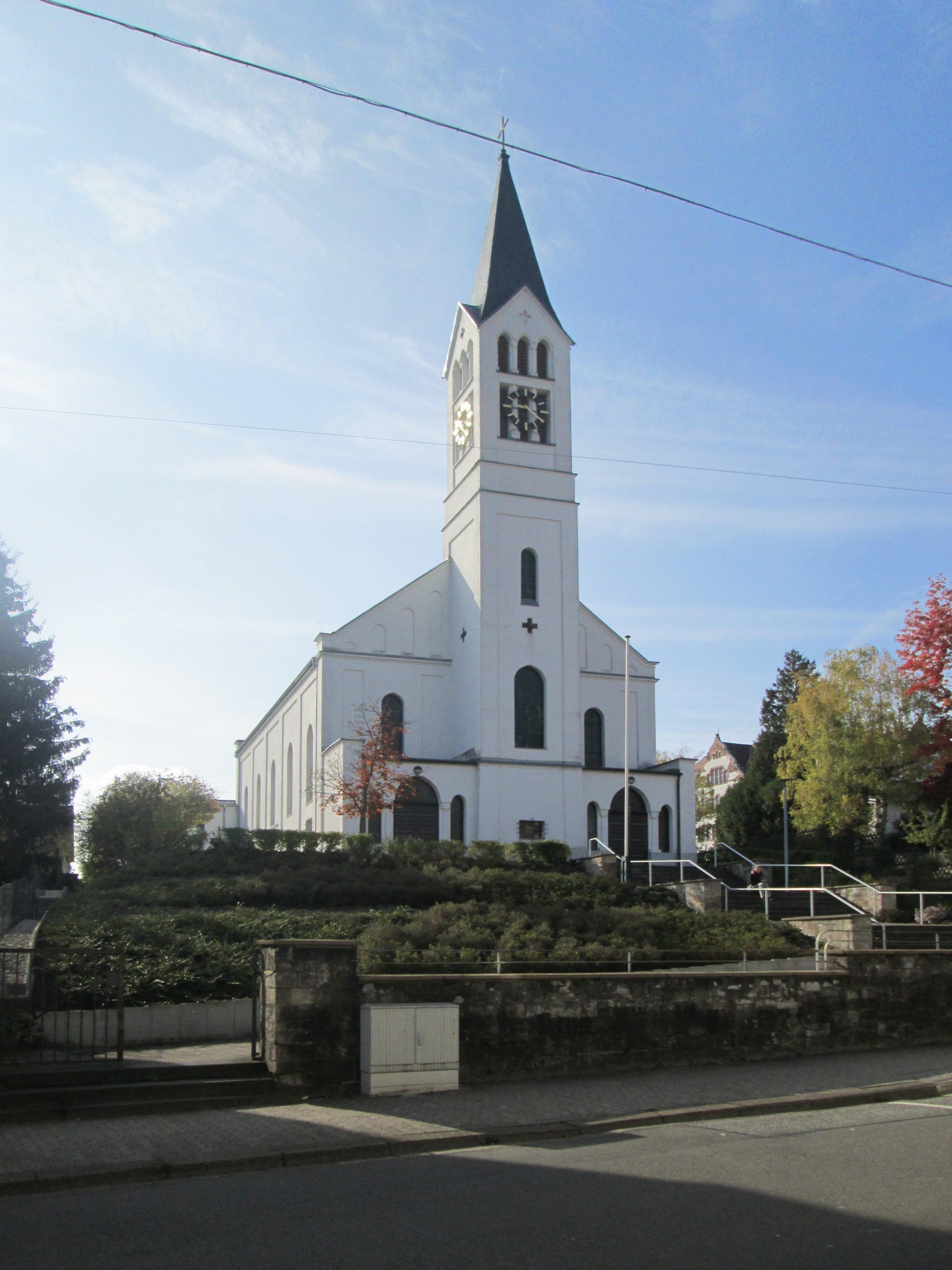
Martin-Luther-Kirche
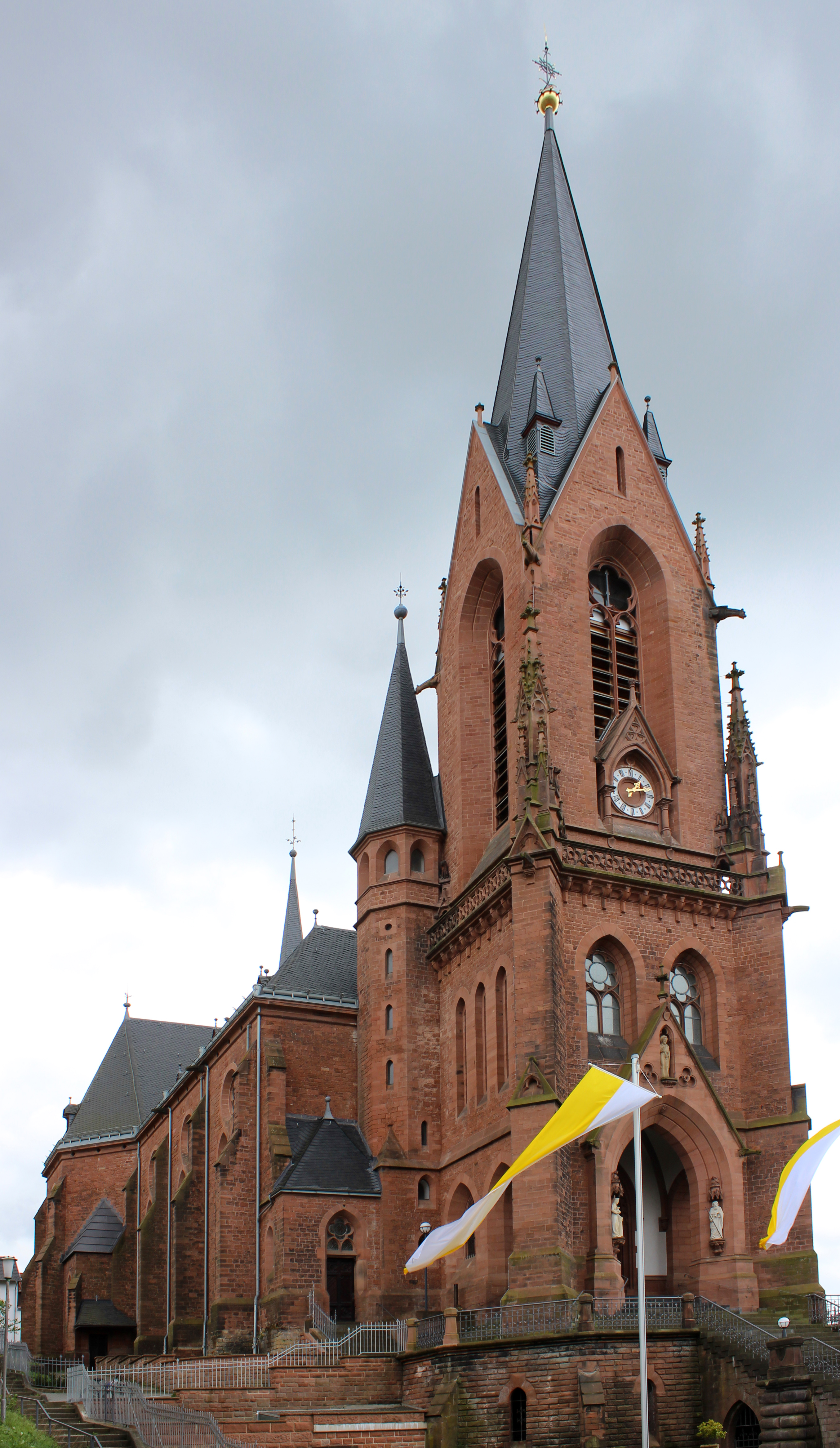
Josefskirche nach Brand und Restaurierung
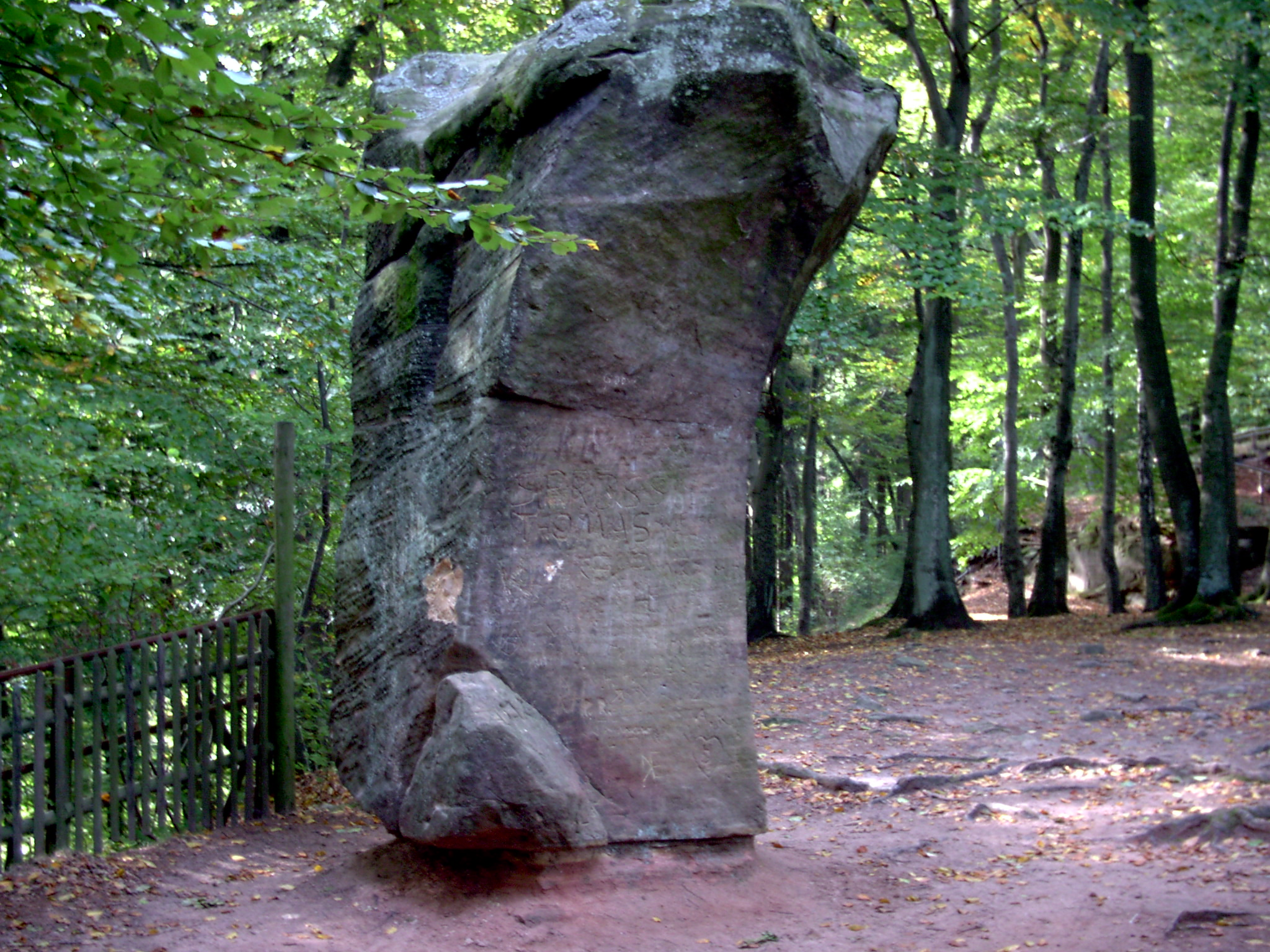
Der Teufelstisch
Überreste der Wallburg
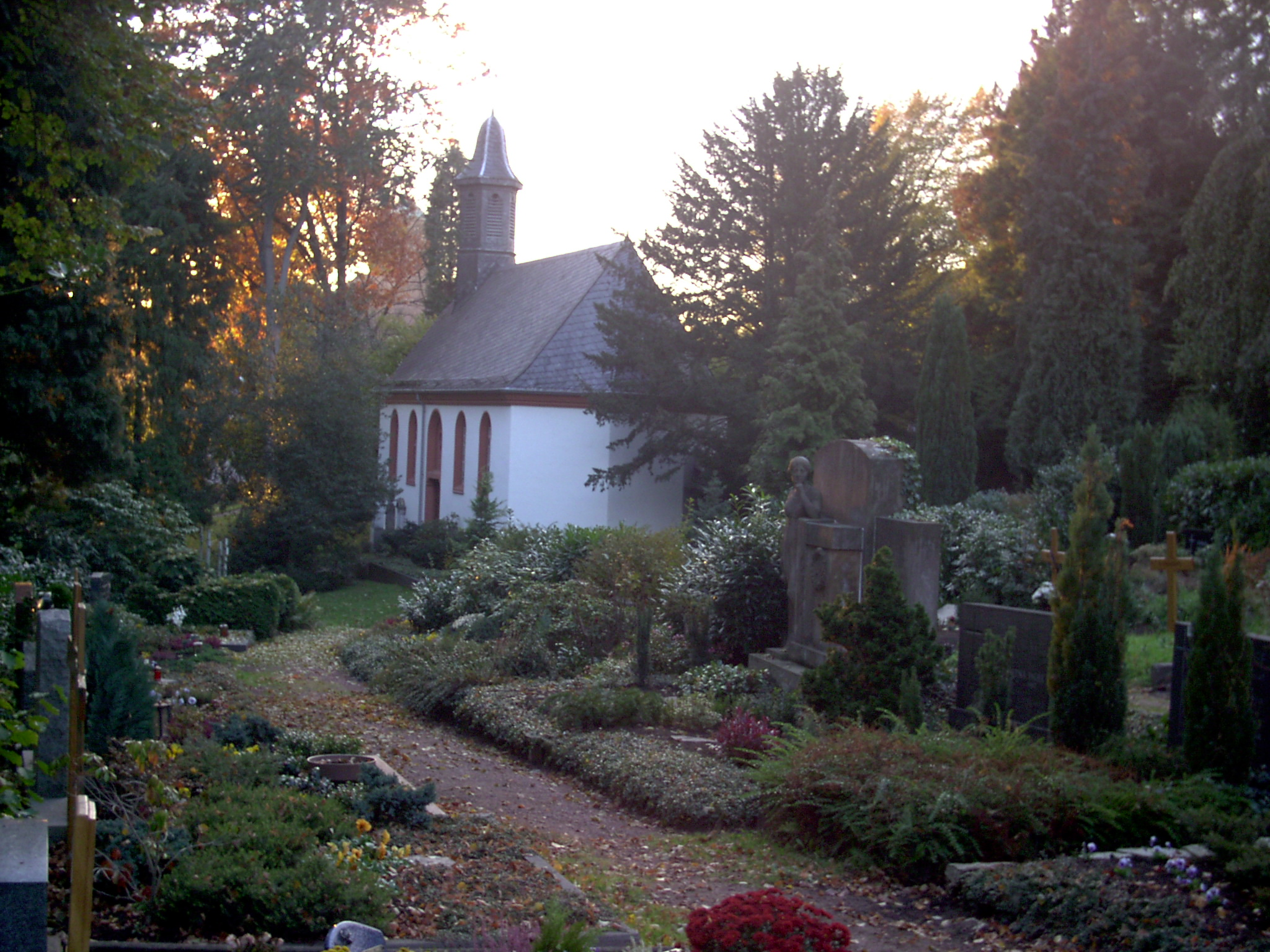
Alter Friedhof und Kapelle

### Alte Schmelz

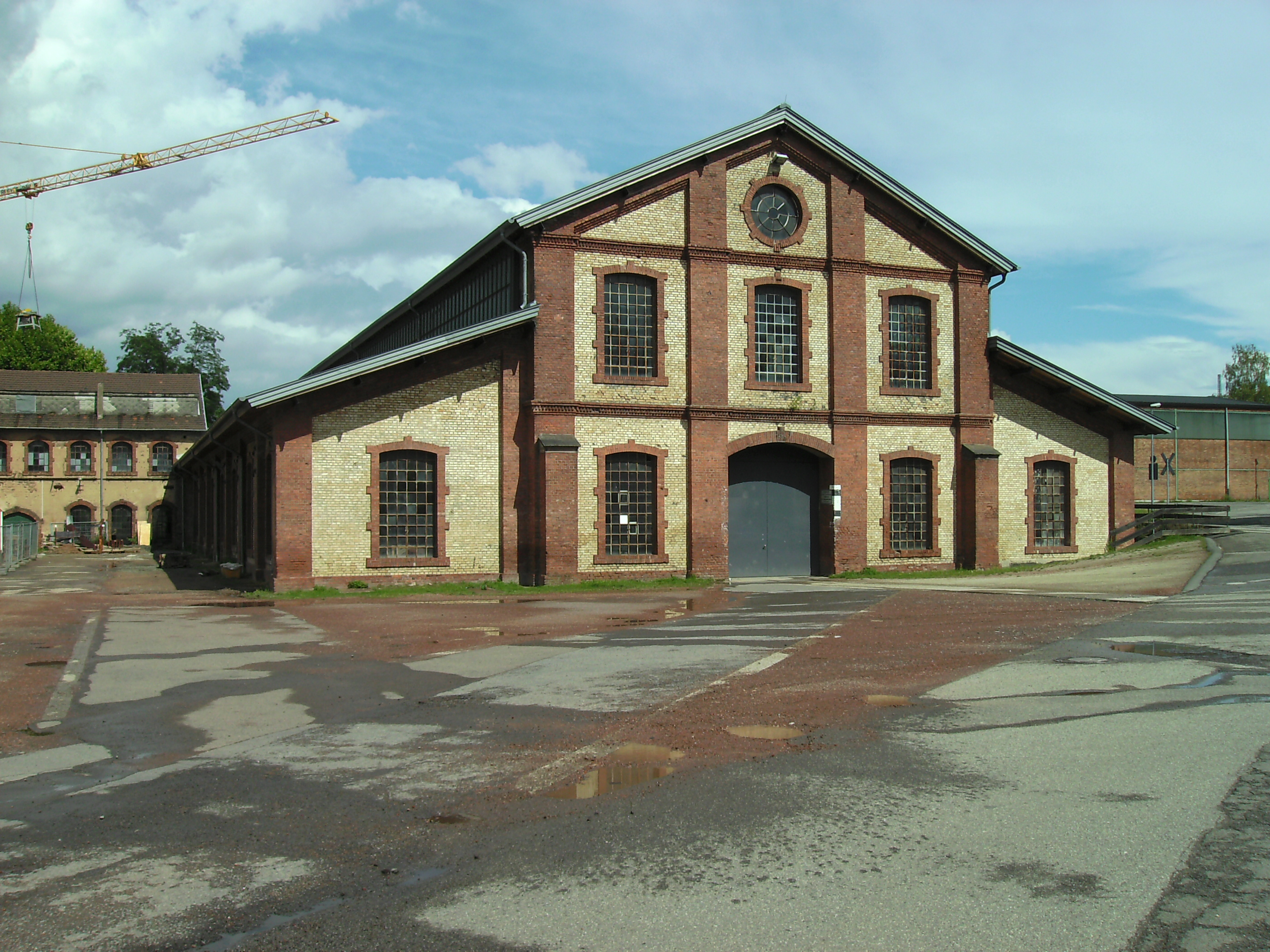
Alte Schmelz: Ehemalige „Mechanische Werkstatt“ (heute Event-Halle)

Die Alte Schmelz ist ein 1733 gegründetes Eisenwerk. Der Komplex der Alten Schmelz umfasst das Eisenwerk selbst sowie die Arbeitersiedlungen. Sie ist ein einzigartiges Zeugnis der Sozial- und Industriegeschichte. Noch heute lassen sich alle entwicklungsgeschichtlichen Vorgänge nachvollziehen.
Sie beherbergt zudem das älteste noch erhaltene Industriedenkmal des Saarlandes, die 1750 entstandene Möllerhalle.
Der gesamte Komplex mit vielen historischen Gebäuden steht heute unter Denkmalschutz.

### Alte Baumwollspinnerei
Die Alte Baumwollspinnerei wurde 1885 von Max Schuler aus Wetzikon (Schweiz) als erstes Textilunternehmen in St. Ingbert gegründet. Die Fabrikation der Baumwollspinnerei bestand in der Herstellung roher, einfacher und feiner Baumwollgarne und Zwirne, die später in Futterstoffwebereien, Strumpfwebereien, Nähfaden- und Spitzenfabriken, sowie Trikotagebetrieben weiterverarbeitet wurden. Die einzelnen Arbeitsgänge erfolgten ausschließlich maschinell. Im Schnitt produzierten 230 Mitarbeiter monatlich 35.000 kg Garn. Die Produktionsgebäude wurden im Laufe der Jahre mehrfach erweitert bzw. um- und rückgebaut. Im Oktober 1964 wurde die Produktion wegen der schlechten Ertragslage, ausgelöst durch die zollfreie Einfuhr billiger Garne aus dem Ausland, eingestellt. In der Zeit von 1964 bis 1997 wurde die ehemalige Baumwollspinnerei von der Bundeswehr als Sanitätsdepot genutzt. Untergebracht waren drei Reservelazarettgruppen mit jeweils einer Kapazität eines 1000-Betten Krankenhauses, sowie fünf Krankentransportkompanien (Schiene).
Im Sommer 1997 wurde im Rahmen der Reduzierung der Truppenteile der Bundeswehrstandort in St. Ingbert aufgelöst. Investor wurde Werner Deller, er ist auch Geschäftsführer der Alten Baumwollspinnerei Grundstücksverwaltung GmbH & Co KG.
Historisch stellt die Baumwollspinnerei ein Dokument des sachlichen Funktionalismus in der Industriearchitektur der Jahrhundertwende dar. Der Gebäudekomplex wurde 1992 unter Denkmalschutz gestellt. Die zukünftige Nutzung soll die Ausstrahlung der Gebäudestruktur erhalten. In einem Stockwerk sollen Museumsflächen für das Museum St. Ingbert sowie Räume für kulturelle und künstlerische Aktivitäten entstehen.

### Auf dem großen Stiefel

#### Der Stiefel

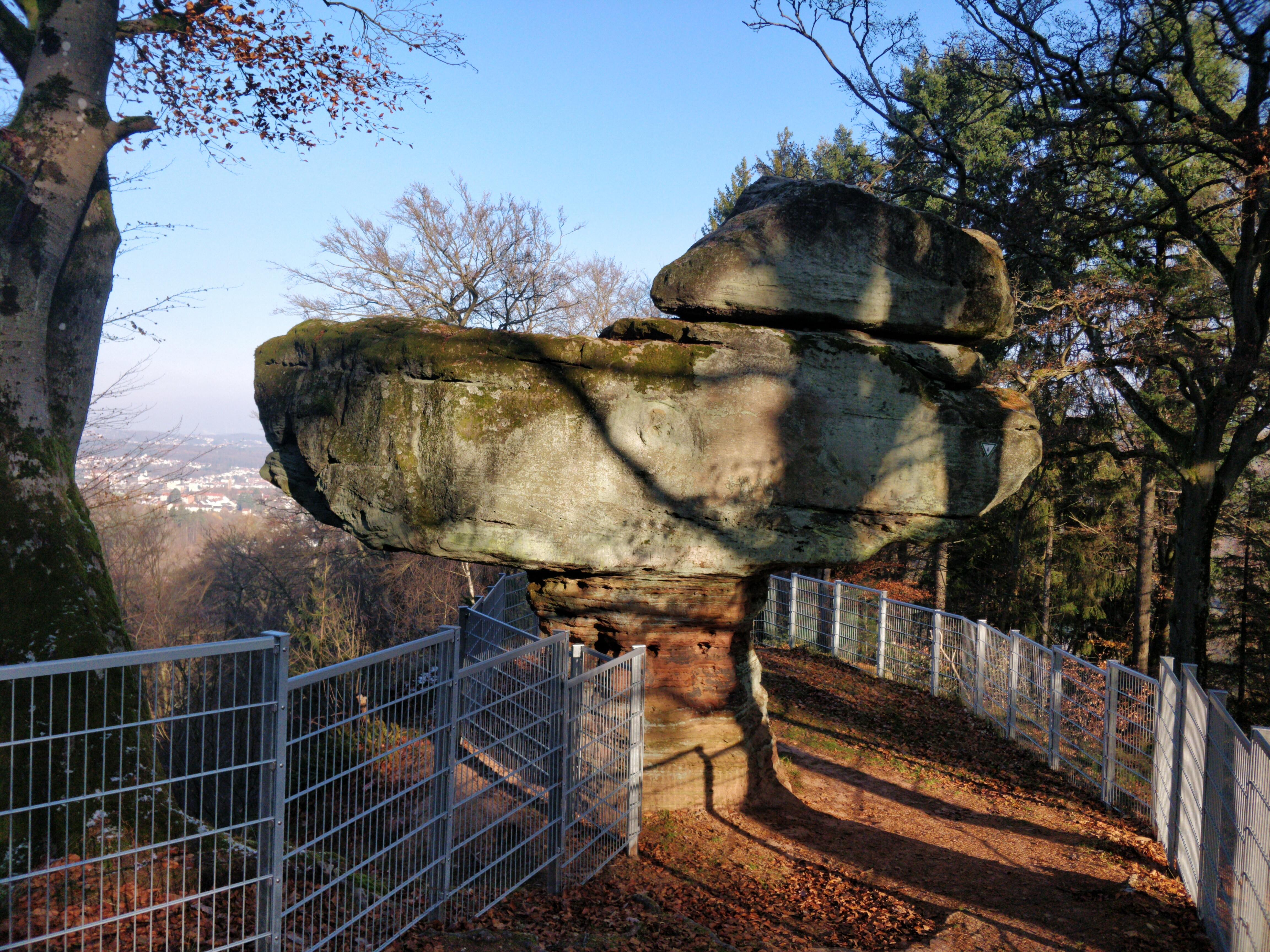
St. Ingberter „Stiefel“

Der Stiefel auf dem 398 m hohen „Großen Stiefel“ im Stadtteil Rentrisch ist ein Buntsandsteinfelsen, der durch die unterschiedlich starke Verwitterung verschiedener Sandsteinpakete entstanden ist. Wahrscheinlich stand er in einem kultischen Zusammenhang mit dem Spellenstein in Rentrisch. Die Form des Naturdenkmals ähnelt einem Schuh oder Stiefel, der auf einem Sockel steht. „Stiefel“ wurde zur Bezeichnung für den gesamten Bergrücken zwischen Rentrisch und Sengscheid, auf dem der Fels sich befindet.

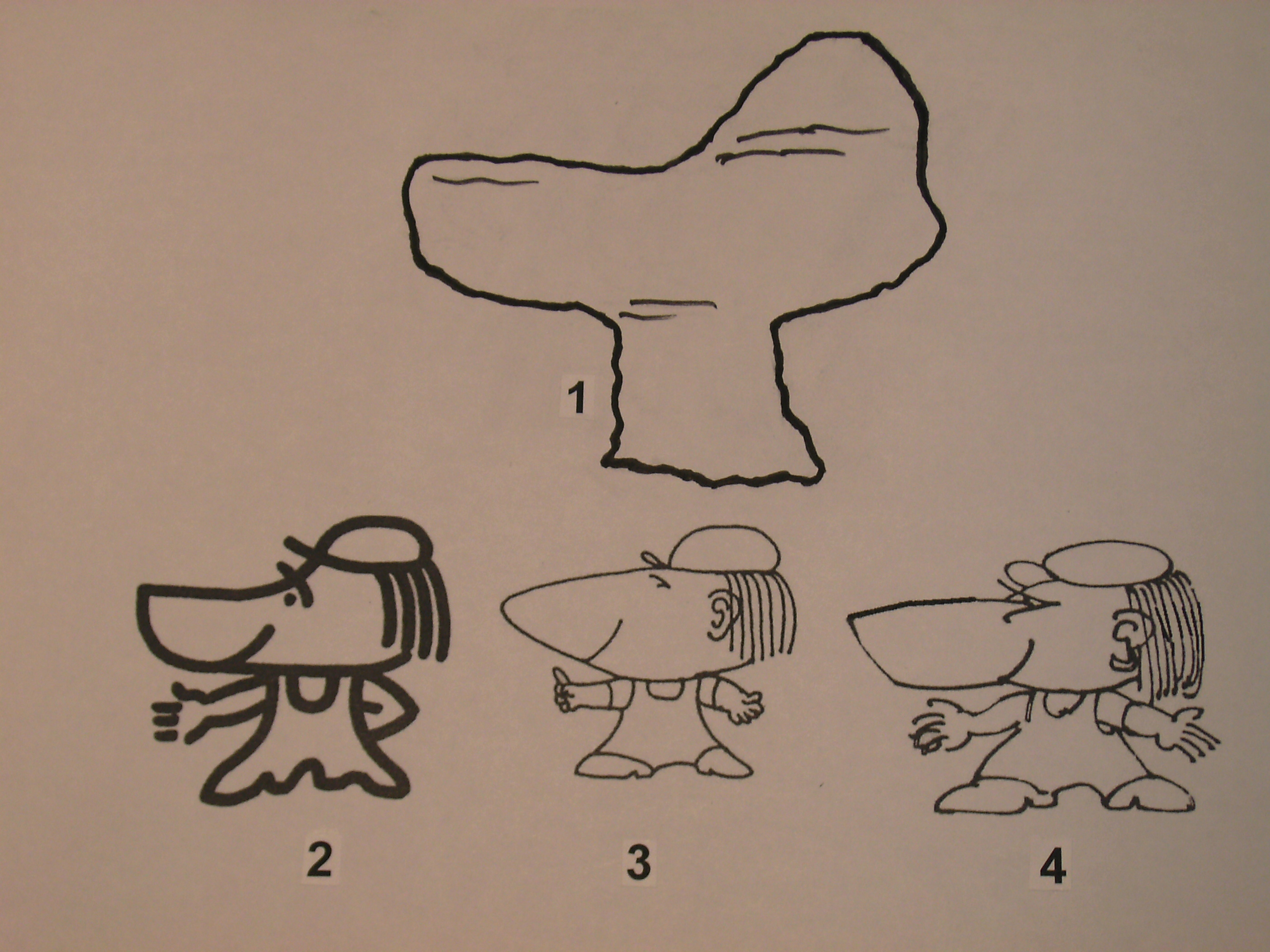
Werbefigur „Ingo“: Entwicklungsstufen aus dem „Stiefel“

Der „Stiefel“ diente als Vorlage zur Schaffung einer Figur namens „Ingo“, die als Sympathieträger für St. Ingbert Werbung betreibt. Der Saarbrücker Grafiker Karl Basters (1948–2008) entwarf die Figur mit den Umrissen des Stiefels und einem Löwenkopf, der an die 104-jährige Zeit St. Ingberts unter bayerischer Herrschaft erinnern sollte. Neben dem Standard-Ingo schuf Basters im Laufe von Jahren über 50 Varianten des „Ingo“, so etwa den „Wander-Ingo“ oder den „Polizei-Ingo“. In erster Linie wurde „Ingo“ als Aufkleber herausgegeben, es existierten aber auch etliche plastische Varianten aus unterschiedlichen Materialien.

#### Der Teufelstisch

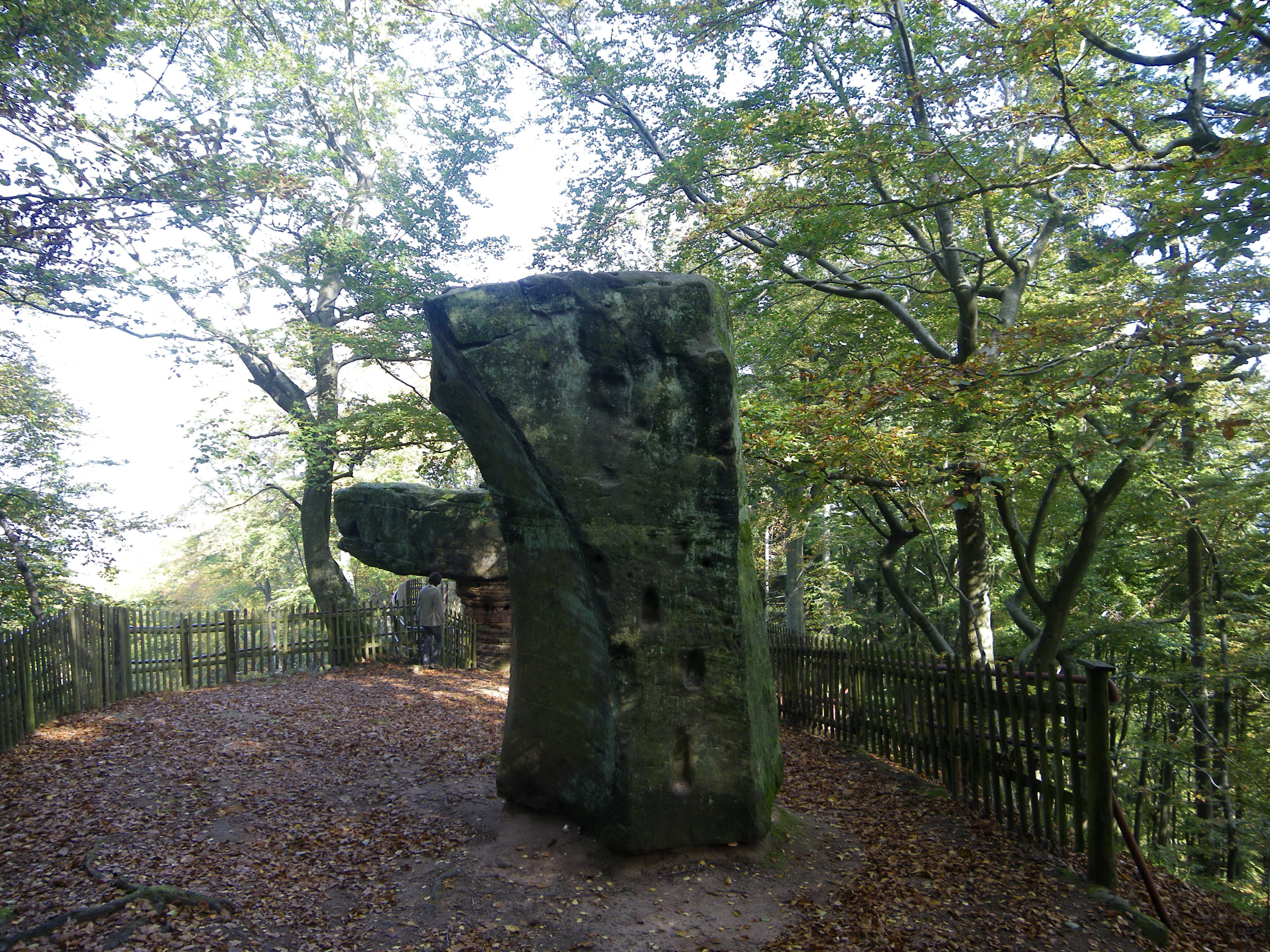
Teufelstisch auf dem Großen Stiefel

Der Teufelstisch befindet sich unweit des Stiefelfelsens. Im Gegensatz zu diesem ist er jedoch nicht durch natürliche Erosion entstanden, sondern in Bearbeitung durch Menschenhand. Der drei Meter hohe und fünfeckige Stein diente der Sage nach dem Riesen Kreuzmann als Tisch, wenn er die gefangenen Menschen verspeiste. Mit hoher Wahrscheinlichkeit war der Menhir kultischen Zwecken gewidmet, ob es dabei allerdings zu Menschenopfern kam, darf bezweifelt werden. Für eine Opfer- und Kultstätte gleich welcher Verwendung war dieser Ort jedenfalls wie geschaffen. Steil erhebt sich der 364 Meter hohe Bergvorsprung aus den Tiefen der Wälder.

#### Das Stiefler Schloss
Stiefler Schloss ist die landläufige Bezeichnung für die Überreste einer mittelalterlichen Turmhügelburg auf dem Stiefel zwischen Rentrisch und Sengscheid. Vermutlich handelte es sich nicht um einen Adelssitz, sondern um eine Anlage zur Grenzsicherung (Grenzgemarkung=scheid).
Nach historischen und archäologischen Erkenntnissen (Ausgrabungen von 1897, 1898 und 1900) wurde die Burg sehr wahrscheinlich bereits um 450 n. Chr. erbaut und ab dem 10. Jahrhundert vermutlich zur Grenzsicherung genutzt. Bedeutungslos geworden (da Zweibrücken und Saarbrücken zusammenkamen), zerfiel sie wohl im 12. Jahrhundert (?). Die Ausgrabungen ergaben, dass die Burg aus einem rechteckigen Steinbau mit den Maßen 8,4 m zu 11,4 m bestand. Über die Höhe lässt sich keine genaue Aussage machen. Die Mauern bestanden aus massigen Quadern und hatten eine Breite von 1,8 m. Mit der Erbauung im sehr frühen Mittelalter ist das Stiefeler Schloss eine der ältesten Burgstellen in Deutschland.

### Kelten-Relief

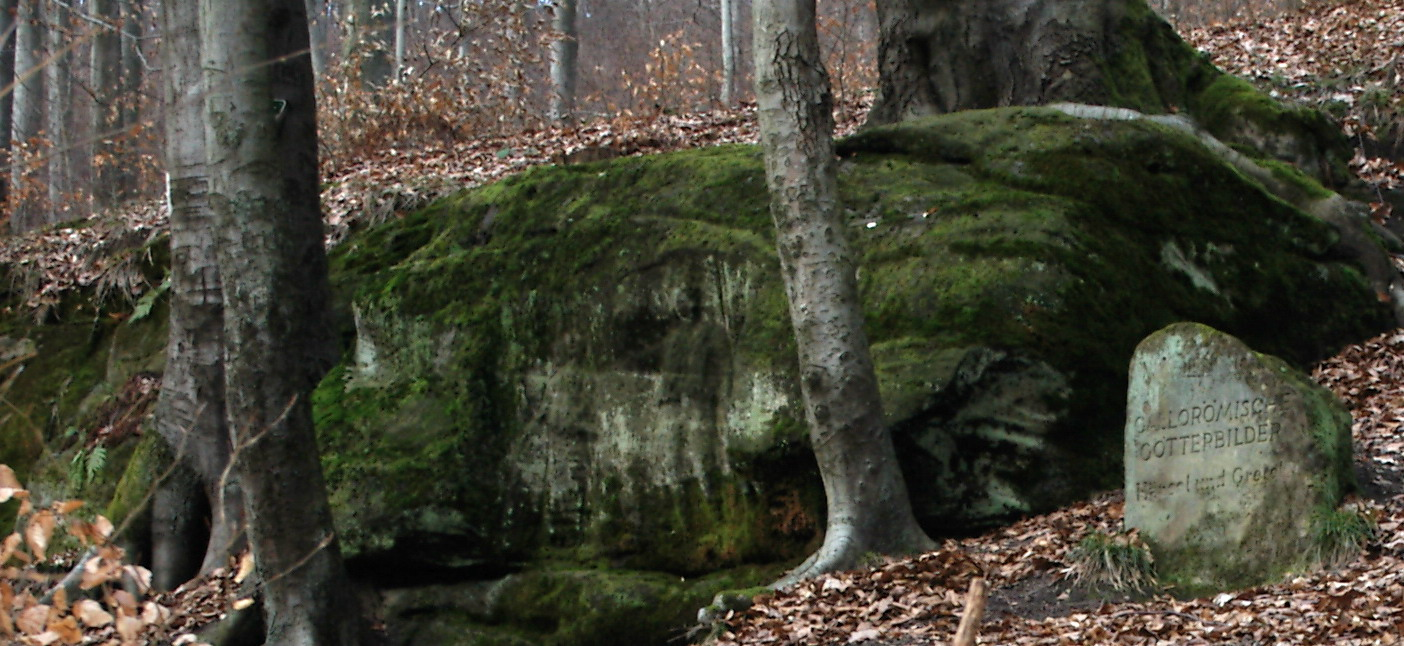
Götterbilder im Buntsandstein

Im Sengscheider Wald findet man am Ende eines kleinen Tals ein gallo-römisches Relief, das in einen Felsblock eingehauen ist. Es stammt vermutlich aus dem 2. bis 3. Jh. und stellt eine weibliche und eine männliche Person dar. Mit allergrößter Wahrscheinlichkeit handelt es sich um die keltischen Gottheiten Sucellus und Nantosuelta, die vielerorts unter freiem Himmel verehrt wurden. Im Volksmund wird das Relief „Hänsel und Gretel“ genannt, seltener auch „Die Engelchen“ oder „Herr Rapp und seine Frau“.
Der Platz gehört zwar zum Gebiet der Landeshauptstadt Saarbrücken, ist aber leicht von Sengscheid aus zu erreichen. „Hänsel und Gretel“ befinden sich genau in der gedachten Verlängerung der Linie Spellenstein – Stiefelfelsen.

### Der Spellenstein
Der Spellenstein ist ein jungsteinzeitlicher Menhir im Stadtteil Rentrisch. Er steht im Vorgarten des Hauses „Am Spellenstein 12“. Der Stein befindet sich seit jeher an seinem Aufstellungsort, lediglich die Bebauung hat ihn umschlossen. Eine Sage erklärt seinen Standort und sein Aussehen als „des Riesen Wetzstein“ damit, dass der, auf dem Stiefel hausende, Riese Kreuzmann seinen Wetzstein den vor ihm fliehenden Menschen hinterher warf, sein Ziel verfehlte und der Stein dann unten im Tal stecken blieb. (Kein Wunder, denn die Leute wollten ihm an den Kragen.)

### Beckerturm

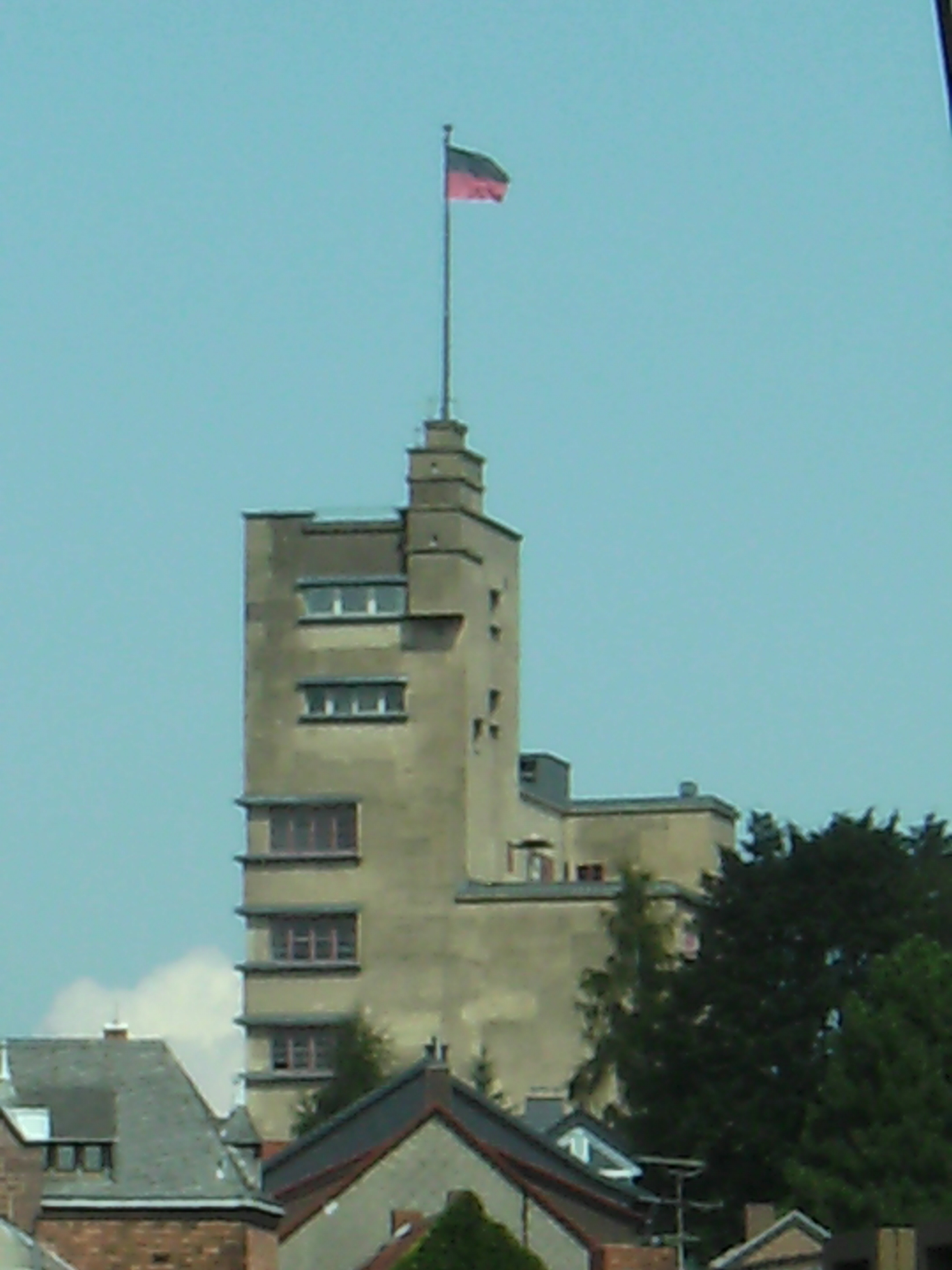
Beckerturm in St. Ingbert

Der Beckerturm, das ehemalige Sudhaus der Becker Brauerei, wurde in den Jahren von 1925 bis 1931 nach Plänen von Regierungsbaumeister Hans Herkommer (Stuttgart) errichtet. Herkommer war als Architekt und Baumeister zahlreicher katholischer Kirchen in den 1920er-Jahren bekannt. Der Betonturm wurde neben dem „Stiefel“ zum Wahrzeichen der Mittelstadt St. Ingbert im heutigen Saarpfalz-Kreis. Der 42 Meter hohe Bau, der auf neun Geschossen die Maschinen, Apparate und Behälter des Produktionsprozesses nebst einem „Braustübel“ im obersten Stockwerk beherbergt, steht unter Denkmalschutz.
Auf dem Gelände befindet sich heute ein Innovations- und Technologiepark. Die Sudkessel im Beckerturm sind erhalten geblieben.
Im Stadtsignet der Stadt St. Ingbert ist der stilisierte Beckerturm neben der Engelberts- und der Josefskirche als drittes Element enthalten. Seit 2009 ist mit der Anerkennung zum Biosphärenreservat Bliesgau ein halbes Bogensegment zusätzlich hinzugekommen.

### Wallburg
Die Wallburg befindet sich auf dem Mittleren Kopf zwischen Rothenkopf und Hochscheid. Sie ist eine noch einigermaßen erhaltene keltische Fliehburg. Der gesamte Berg ist von einem künstlichen Steinwall umgeben, wobei noch Spuren eines Grabens erkennbar sind.

### Alter Friedhof und Kapelle

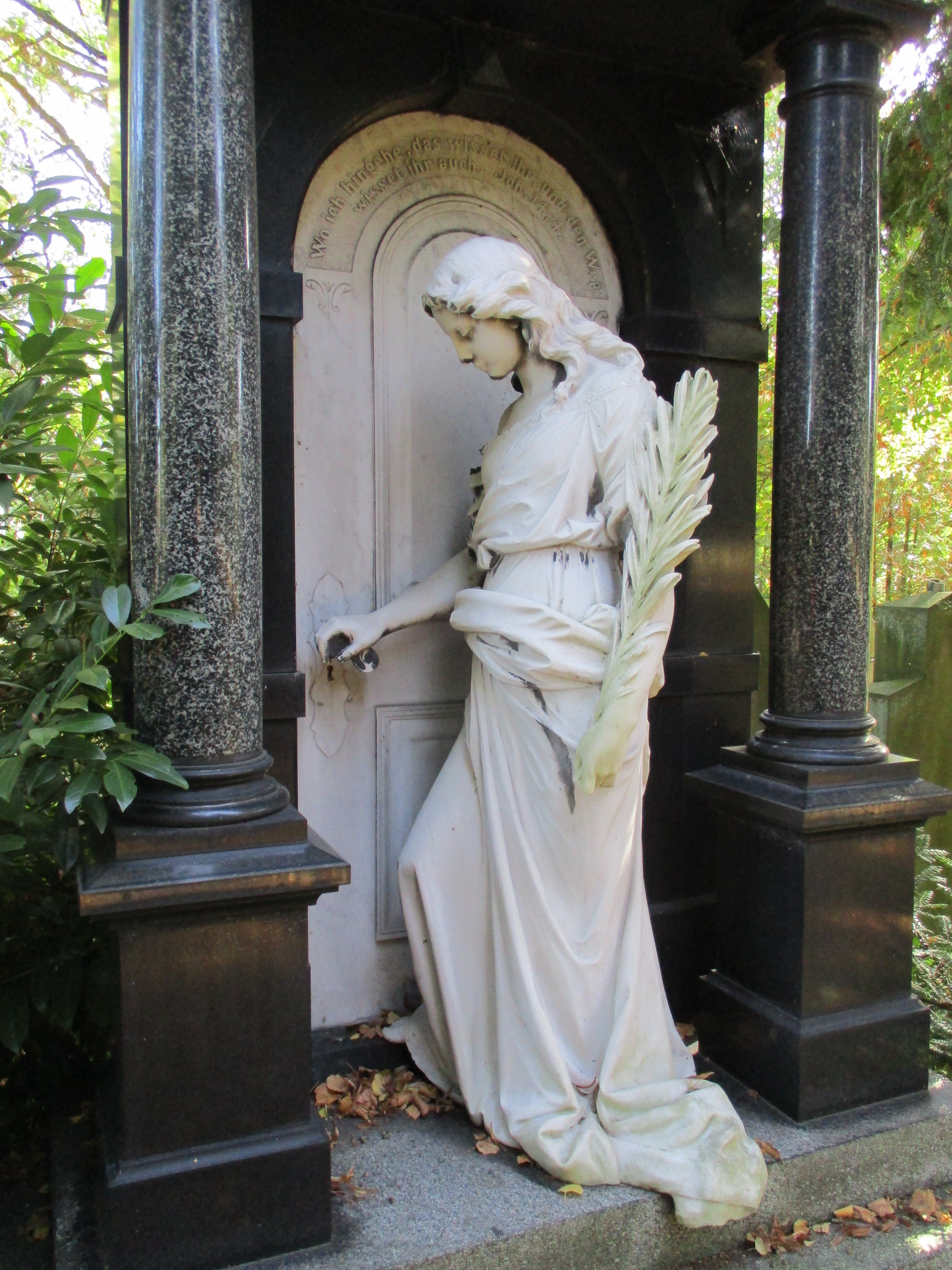
Skulptur auf einem Grab des Alten Friedhofs

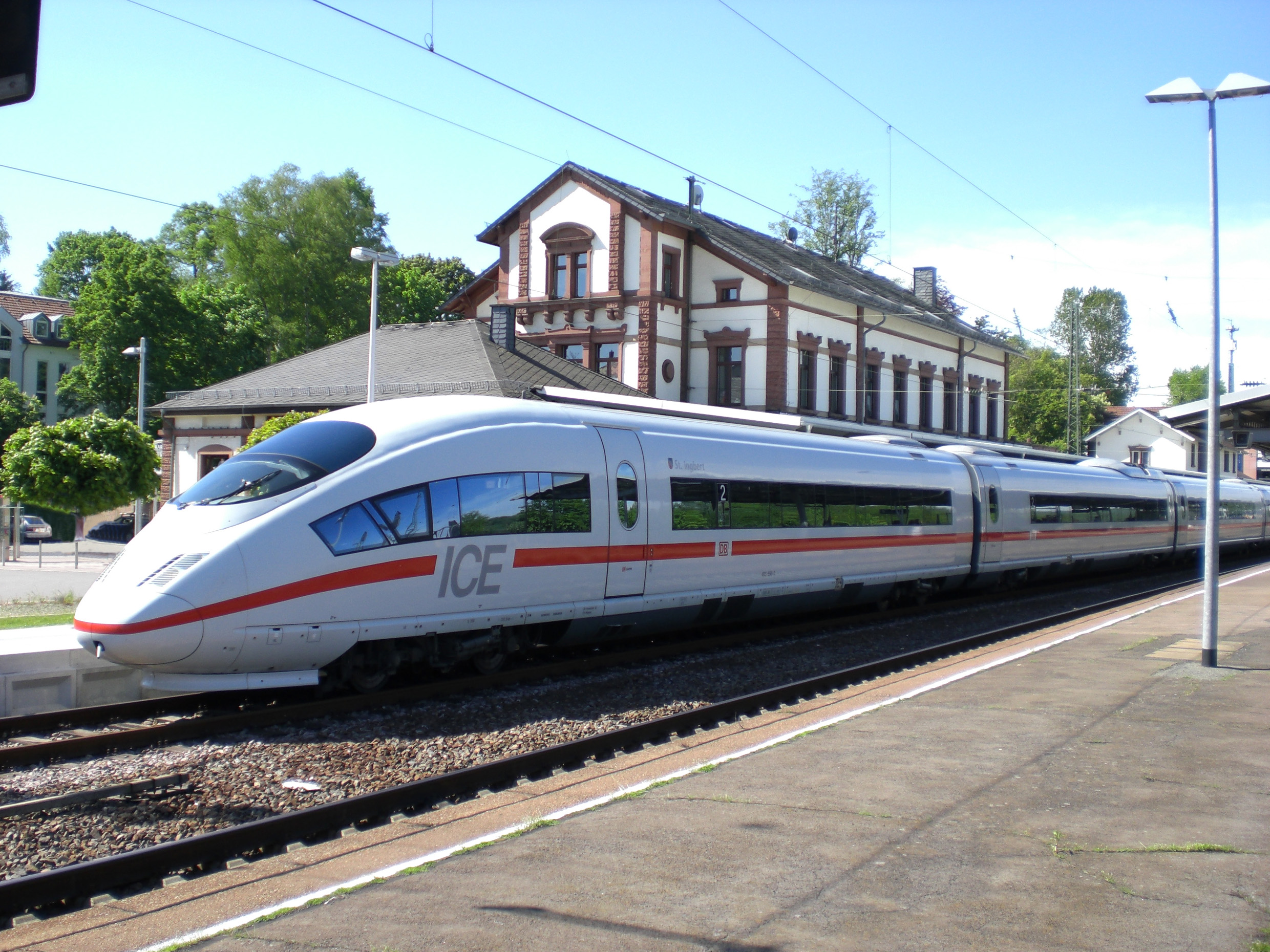
ICE „St. Ingbert“ in seiner Patenstadt am Tag der Taufe

Der Alte Friedhof wurde im Jahre 1820 angelegt und besitzt eine Reihe bemerkenswerter Grabdenkmäler von wichtigen St. Ingberter Bürgern, die bis 1820 zurückreichen. Sehenswert ist ebenfalls die 1740 errichtete Kapelle, die im Jahre 1857 erweitert wurde. Hinter dem Alten Friedhof liegt noch der 1886 angelegte Jüdische Friedhof, der etwa 30 Grabdenkmäler umfasst.

## Sonstiges
Durch die politische Besonderheit Mittelstadt hat St. Ingbert, obwohl im Saarpfalz-Kreis gelegen und durch dessen Landrat in Homburg vertreten, nicht das Kfz-Kennzeichen „HOM“, sondern „IGB“. Es zählt zu den selteneren aktuell vergebenen Kennzeichen Deutschlands.
Seit dem 10. Mai 2008 fährt ein ICE-Triebzug mit dem Namen „St. Ingbert“ durch die Bundesrepublik und das benachbarte Ausland. In der Liste benannter IC/ICE-Fahrzeuge ist allgemein der Verfahrensablauf beschrieben. Am 9. Juli 2008 war dieser Zug neben dem ICE Wolfsburg am Zugunfall in Köln beteiligt.

## Belege
1. ↑  Saarland.de – Amtliche Einwohnerzahlen Stand 31. Dezember 2024, basierend auf dem Zensus 2022 (Hilfe dazu).
2. ↑  Gemeinden in Deutschland nach Bevölkerung am 31. Dezember 2011 auf Grundlage des Zensus 2011, Statistisches Bundesamt (XLS-Datei; 2 MB).
3. ↑  Peter Rothe: Die Geologie Deutschlands. 48 Landschaften im Porträt, Wissenschaftliche Buchgesellschaft, Darmstadt 2005, S. 137 ff.
4. ↑  Fritz Runge: Die Pflanzengesellschaften Mitteleuropas, Aschendorff Verlag, Münster 1994, S. 273 f.
5. ↑  Saarländische Naturschutzgebiete (Memento vom 19. Juli 2011 im Internet Archive)
6. ↑  Rothe Abb. 104.
7. ↑  Karte der naturräumlichen Gliederung des Saarlandes. (Seite dauerhaft nicht mehr abrufbar, festgestellt im November 2024. Suche in Webarchiven) (PDF) In: gisdienstleistungen.de, abgerufen am 16. Oktober 2011.
8. ↑  MGH DD Arnolf, S. 49 Nr. 33.
9. ↑  Arnold Ilgemann: »Franzosenschulen« – Die französischen Domanialschulen in der Völkerbundszeit. (PDF; 949 kB) MELUSINE – Literarische Gesellschaft Saar-Lor-Lux-Elsass e. V., 22. Juni 1993, archiviert vom Original (nicht mehr online verfügbar) am 5. März 2017; abgerufen am 27. September 2019 (Vortragsmanuskript).
10. ↑  Archivlink (Memento vom 17. Juli 2009 im Internet Archive)
11. ↑  Die jüdischen Friedhöfe im Saarland. In: Alemannia Judaica, abgerufen am 11. November 2024.
12. ↑  Brand der Kirche St. Josef in St. Ingbert (Memento vom 10. Februar 2013 im Webarchiv archive.today)
13. ↑  Geschichtstafel der Stadt St. Ingbert (Memento vom 7. April 2014 im Internet Archive; PDF; 59 kB) In: sanktingbert.de, Stadtarchiv St. Ingbert.
14. ↑  StBA: Änderungen bei den Gemeinden Deutschlands, siehe 2000
15. ↑  Wolfgang Krämer: Geschichte der Stadt St.Ingbert. Selbstverlag der Stadt St. Ingbert, 1955, Bd. II, S. 237.
16. ↑  Stadtratswahl 2024. St. Ingbert. Die Landeswahlleiterin Saarland, abgerufen am 11. November 2024.
17. ↑  Stadtratswahl der Stadt St. Ingbert am 26. Mai 2019 – Endgültiges Ergebnis.
18. ↑  Wahlergebnis 2014 (Memento vom 29. Mai 2014 im Internet Archive)
19. ↑  St. Ingberter Stadtrat konstituierte sich. In: st-ingbert.de, abgerufen am 11. Juli 2024.
20. ↑  Ortsratswahl St. Ingbert-Mitte 2024
21. ↑  Zur Person vgl. Bleif Georg [gen. Bleife Schorsch] in der Datenbank Saarland Biografien.
22. ↑  Stichwahl des Oberbürgermeisters der Stadt St. Ingbert am 9. Juni 2019 – Endgültiges Ergebnis. (Memento vom 2. März 2022 im Internet Archive) Website der Stadt St. Ingbert, 12. Juni 2019.
23. ↑  Neugliederungsgesetz – NGG vom 19. Dezember 1973, § 14, veröffentlicht im Amtsblatt des Saarlandes 1973, Nr. 48, S. 855 (PDF-S. 26; 499 kB).
24. 1 2  Statistisches Bundesamt (Hrsg.): Historisches Gemeindeverzeichnis für die Bundesrepublik Deutschland. Namens-, Grenz- und Schlüsselnummernänderungen bei Gemeinden, Kreisen und Regierungsbezirken vom 27.5.1970 bis 31.12.1982. W. Kohlhammer, Stuttgart / Mainz 1983, ISBN 3-17-003263-1, S. 808 (Statistische Bibliothek des Bundes und der Länder [PDF; 41,1 MB]).
25. ↑  Grundschulen im Saarpfalz-Kreis, Stand 2011, abgerufen am 14. August 2011 (Memento vom 17. Februar 2013 im Internet Archive)
26. ↑  Neue Räume, neue Lehrer und sogar eine neue Schule. (Memento vom 6. Januar 2013 im Webarchiv archive.today) In: Pfälzischer Merkur. 16. August 2012.
27. ↑  =Willi-Graf-Schule. (Memento vom 16. November 2012 im Internet Archive) In: bbz-igb.de, abgerufen am 14. August 2011.
28. ↑  Informationen zur Baumwollspinnerei auf der Website der Stadt St. Ingbert.
29. ↑  Besucherbergwerk Rischbachstollen.
30. ↑  Dieter Lammersdorf: Oldtimermuseen in Deutschland. Johann Kleine Vennekate-Verlag, Lemgo 2014, ISBN 3-935517-06-8, S. 199.
31. ↑  Kleinwagen Oldtimersammlung St. Ingbert. In: technikmuseen-deutschland.de, abgerufen am 13. November 2022.
32. ↑  Kleinwagen Oldtimersammlung St. Ingbert. In: oldtimercamping.de, abgerufen am 13. November 2022.
33. ↑  literaturland-saar.de
34. ↑  Dirk Walter (Hrsg.): St. Ingbert – Literatur einer Stadt. Streiflichter von Karl August Woll bis Martin Bettinger. Röhrig Universitätsverlag, St. Ingbert 2017.
35. ↑  ingoBerta – St. Ingberter Blätter. Ausgabe 35, 8. Jahrgang, Herbst 2007, S. 6.
36. ↑  Gemeint ist: Die größte rein katholische Kirche; die Abteikirche Otterberg (Simultankirche) ist größer.
37. ↑  Geschichte der Pfarrei St. Hildegard (Memento vom 7. April 2014 im Internet Archive) Informationen auf dem Webangebot der Pfarrei St. Hildegard, abgerufen am 10. Juni 2012.
38. ↑  Gemeinde Gottes St. Ingbert. Abgerufen am 22. Februar 2018.
39. ↑  Freie Christengemeinde St. Ingbert. Abgerufen am 22. Februar 2018.
40. ↑  stadtmission-sankt-ingbert.de. Abgerufen am 9. Februar 2019.
41. ↑  Philipp Stempel:Wie ein Leser das ICE-Chaos in Köln erlebte. (Memento vom 16. Juli 2009 im Internet Archive) In: rp-online.de, 10. Juli 2008.